# Orosz költők, írók listája
Ez a lista az orosz írók és költők névsora teljes névvel és évszámmal ellátva: 
| Ábécé szerinti tartalomjegyzék                                        |
| --------------------------------------------------------------------- |
| A B C Cs D E F G Gy H I J K L M N Ny O P Q R S Sz T Ty U V W X Y Z Zs |

## A

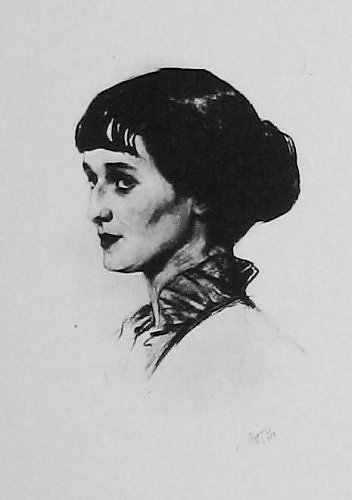
Anna Andrejevna Ahmatova (1889–1966)
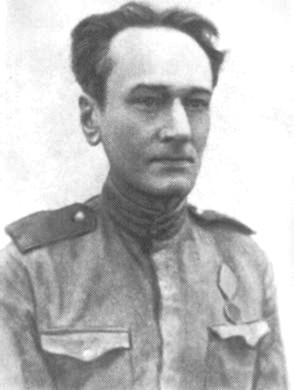
Danyiil Leonyidovics Andrejev (1906–1959)
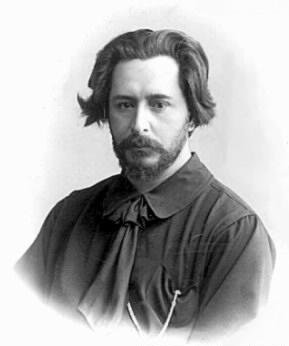
Leonyid Nyikolajevics Andrejev (1871–1919)
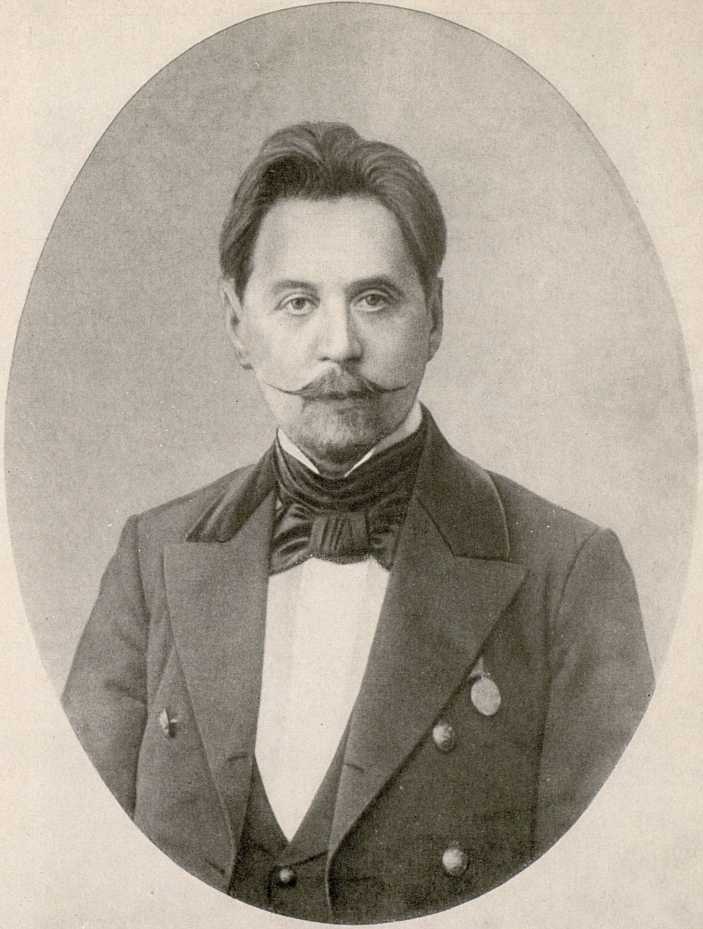
Innokentyij Fjodorovics Annyenszkij (1855–1909)
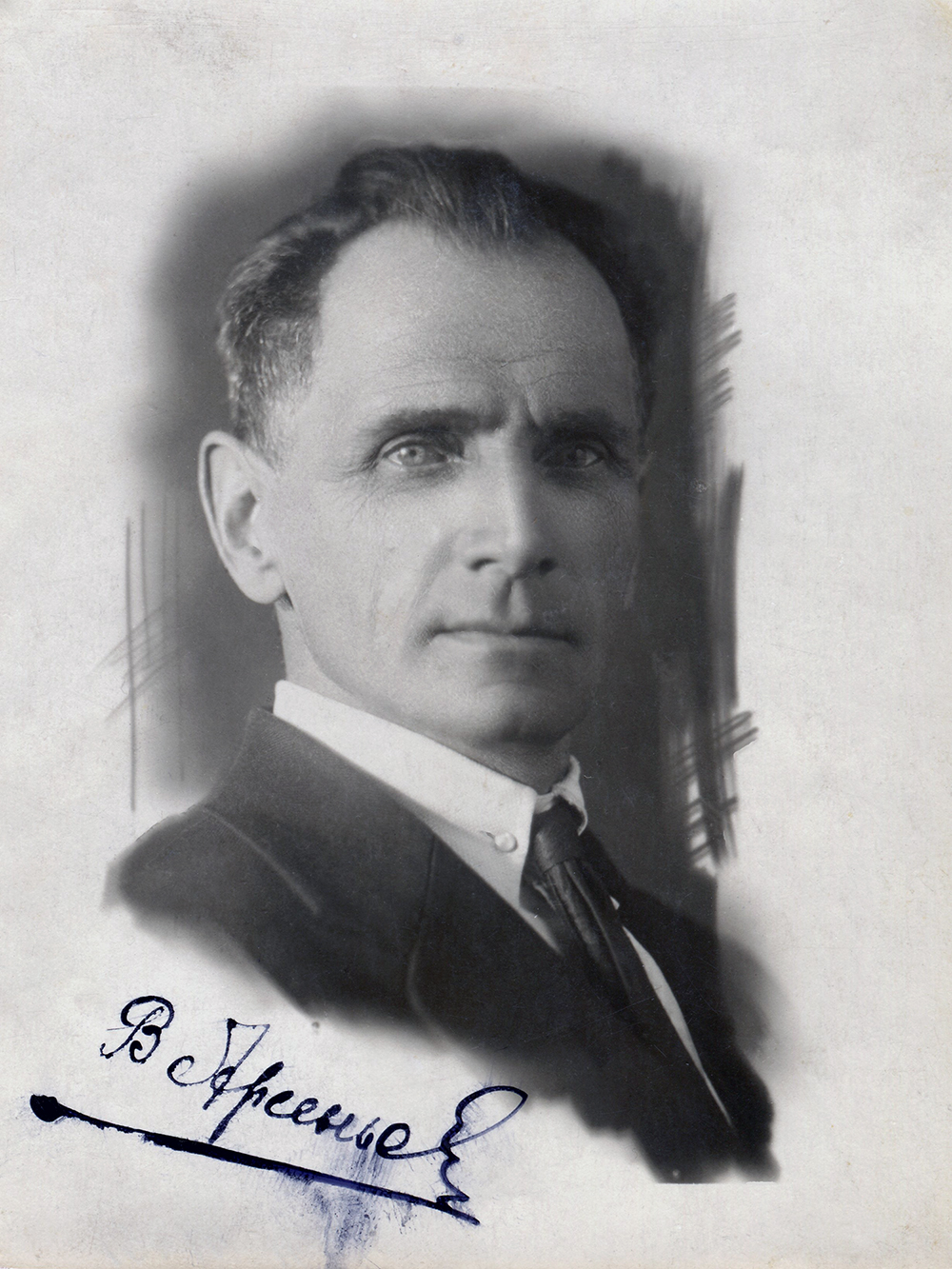
Vlagyimir Klavgyijevics Arszenyjev (1872–1930)

Továbbá:
- Avvakum protopópa (1620–1682)
- Alekszandr Onyiszimovics Ableszimov (1742–1783)
- Fjodor Alekszandrovics Abramov (1920–1983)
- Bella Ahatovna Ahmadulina (1937–2010)
- Alekszandr Valentyinovics Amfityeatrov (1862–1938)
- Kirill Konsztantyinovics Andrejev (1906–1968)
- Alekszej Nyikolajevics Apuhtyin (1840–1893)
- Mihail Vasziljevics Avgyejev (1821–1876)
- Vaszilij Petrovics Avenariusz (1839–1919)
- Szergej Szergejevics Averincev (1937–2004)
- Dimitrij Vasziljevics Averkijev (1836–1905)
- Arkagyij Tyimofejevics Avercsenko (1881–1925)
- Vaszilij Grigorjevics Avszejenko (1842–1913)
- Szerafim Petrovics Avtokratov (1833–1881)
- Mark Lazarevics Levi vagy Mihail Agejev (1888–1973)
- Borisz Аkunyin – (valódi nevén Grigorij Salvovics Cshartisvili) (1956)
- Leonyid Nyikolajevics Аndrejev (1871–1919)
- Marija Ivanovna Arbatova (1957)
- Nyikolaj Arzsak – (valódi nevén Julij Markovics Daniel) (1925–1988)

## B

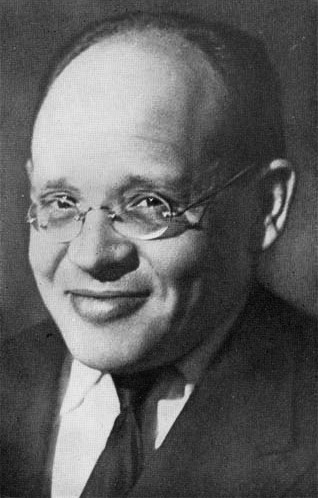
Iszaak Emmanuilovics Babel (1894–1940)
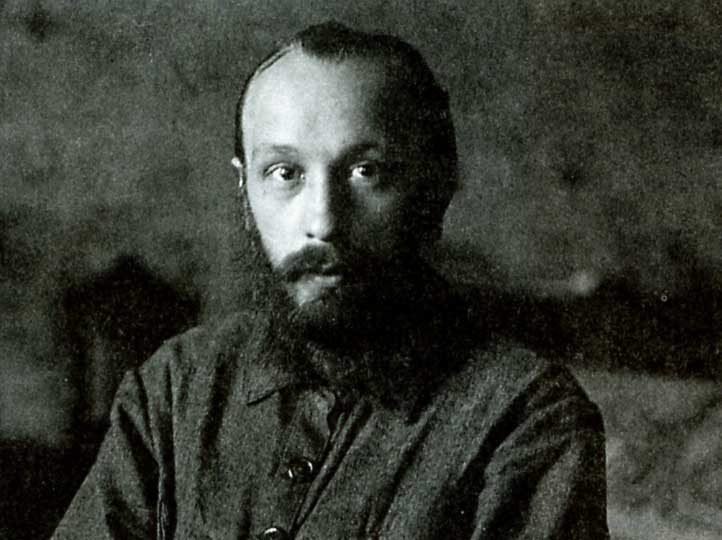
Mihail Mihajlovics Bahtyin (1895–1975)
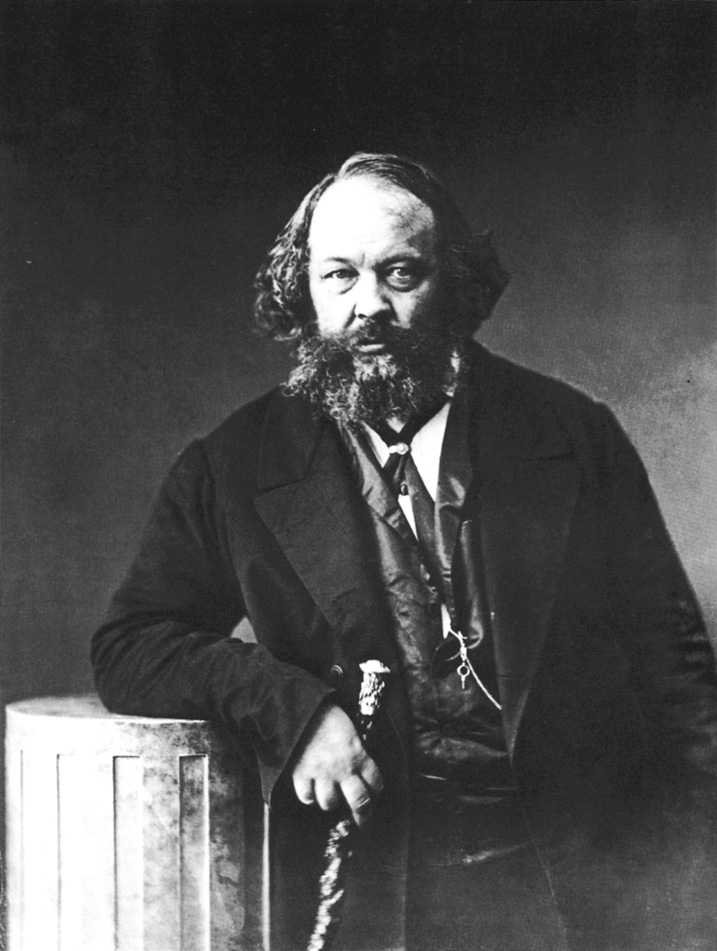
Mihail Alekszandrovics Bakunyin (1814–1876)
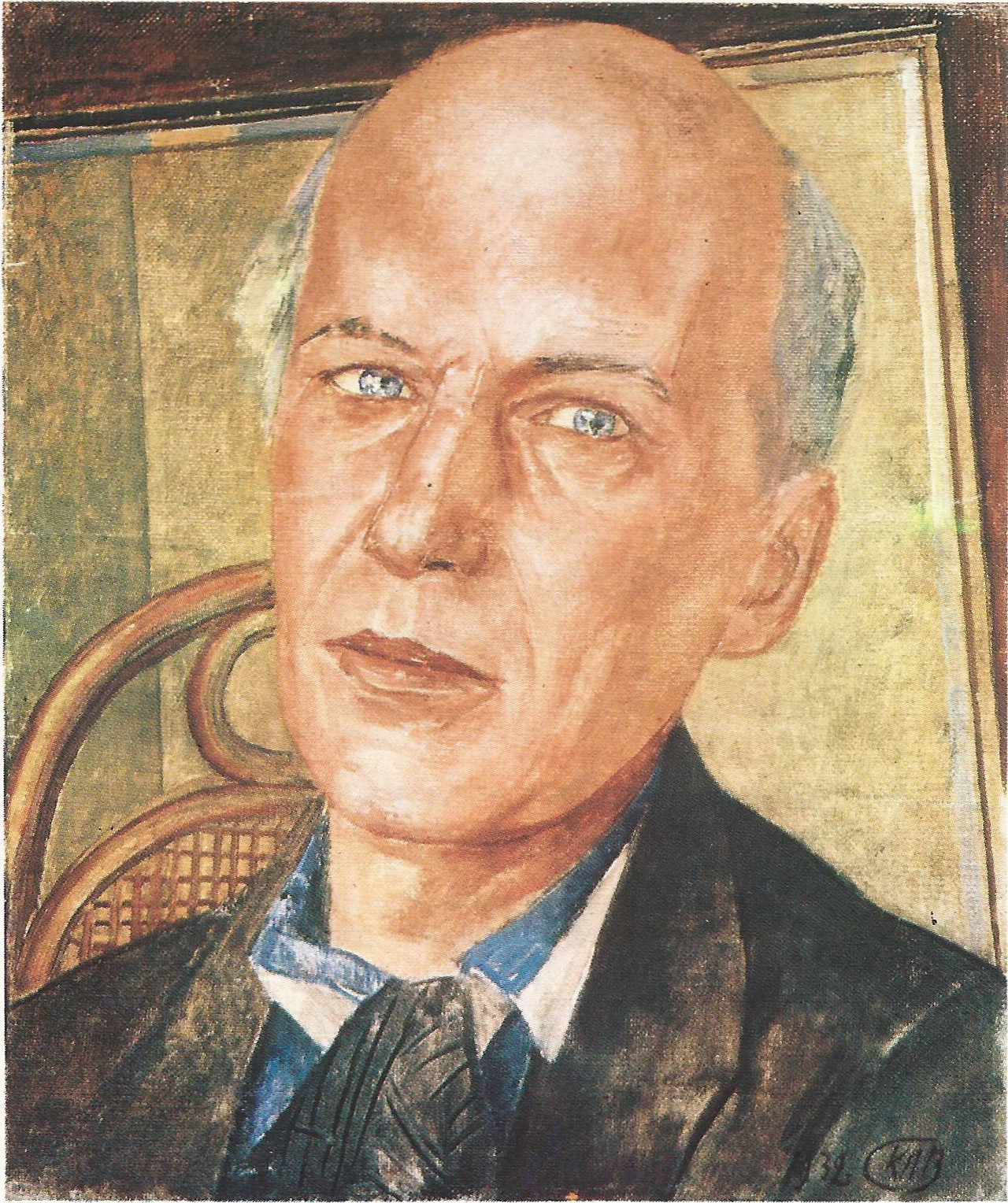
Andrej Belij (valódi nevén Borisz Nyikolajevics Bugajev) (1880–1934)
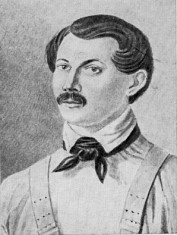
Alekszandr Alekszandrovics Besztuzsev-Marlinszkij (1797–1839)
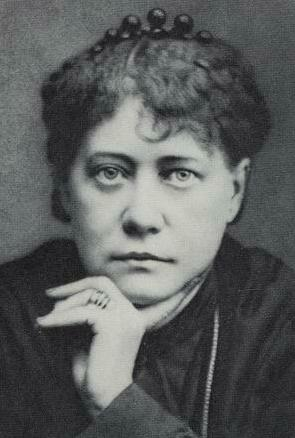
Helena Blavatsky (Jelena Petrovna Blavatszkaja) (1831–1891)
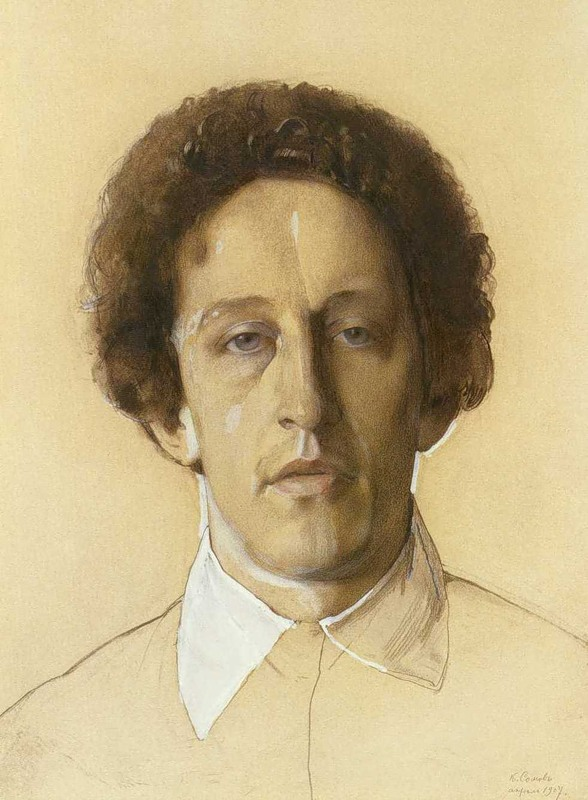
Alekszandr Alekszandrovics Blok (1880–1921)
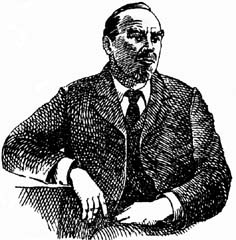
Alekszandr Alekszandrovics Bogdanov (1873–1928)
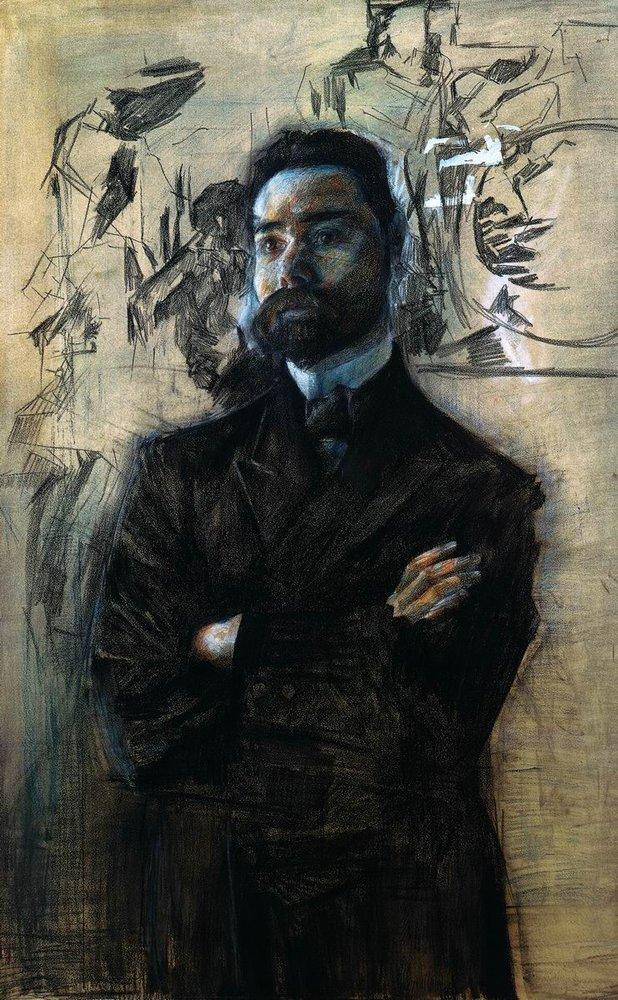
Valerij Jakovlevics Brjuszov (1873–1924)
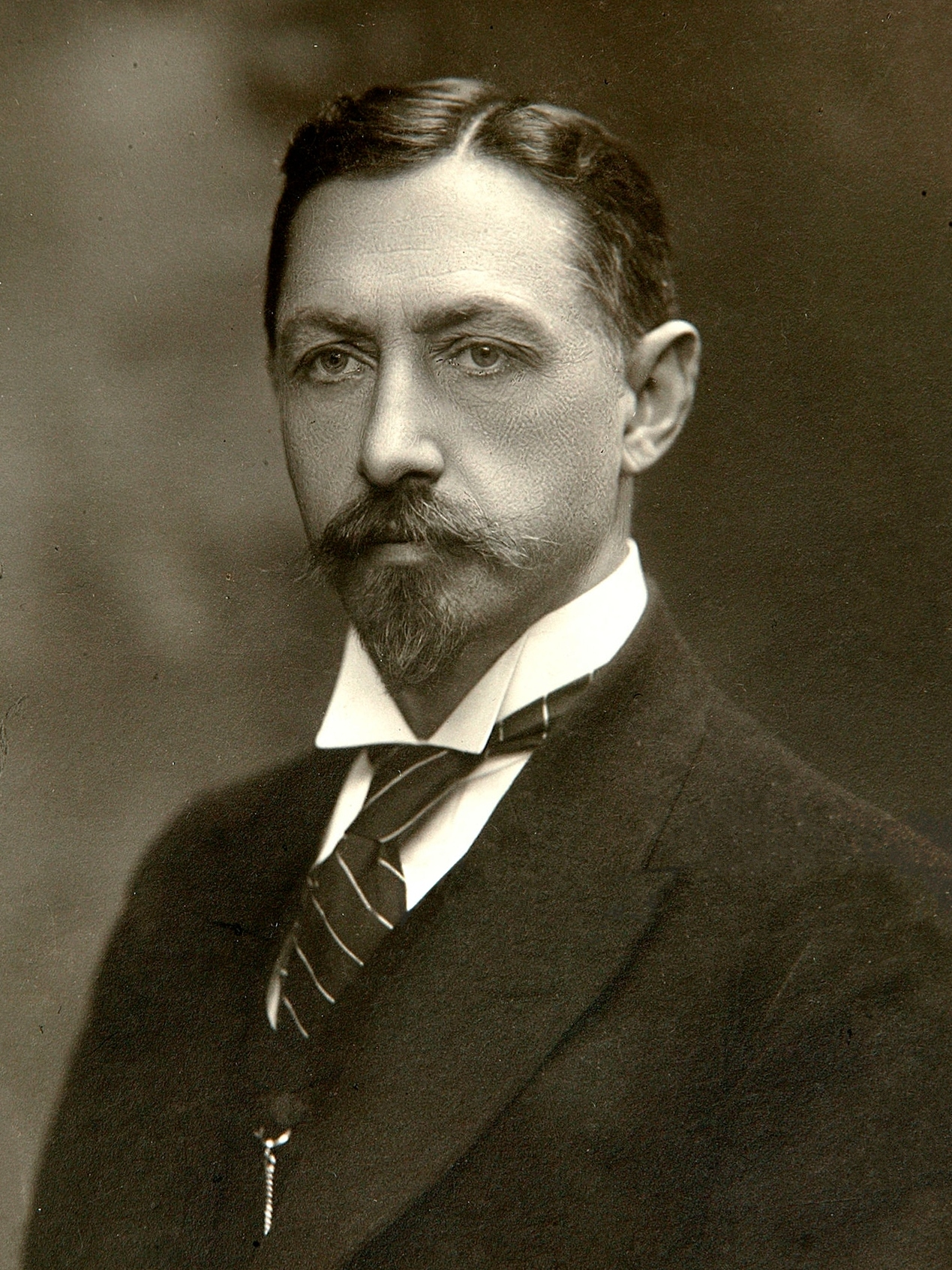
Ivan Alekszejevics Bunyin (1870–1953), Nobel-díjas
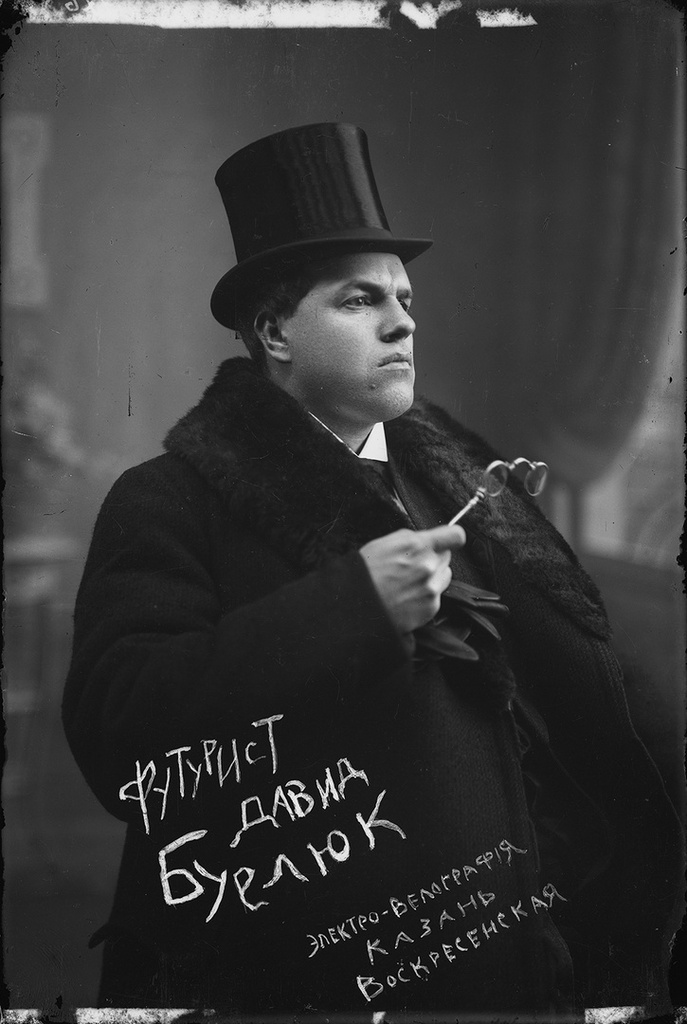
David Davidovics Burljuk (1882–1967)

Továbbá:
- Vitalij Tyimofejevics Babenko (1950)
- Eduard Bagrickij, eredeti nevén Eduard Georgijevics Dzjubin (1895–1934)
- Vladlen Jefimovics Bahnov (1924–1994)
- Konsztantyin Dmitrijevics Balmont (1867–1942)
- Jevgenyij Abramovics Baratinszkij (1800–1844)
- Marie Bashkirtseff (1856–1884)
- Pavel Petrovics Bazsov (1879–1950)
- Alekszandr Alfredovics Bek (1902–1972)
- Visszarion Grigorjevics Belinszkij (1811–1848)
- Alekszandr Romanovics Beljajev (1884–1942)
- Olga Fjodorovna Berggolc (1910–1975)
- Alekszej Besszonov (1971–)
- Dmitrij Alekszandrovics Bilenkin (1933–1987)
- Ippolit Fjodorovics Bogdanovics (1743–1803)
- Jurij Vasziljevics Bondarev (1924–2020)
- Oszip Makszimovics Brik (1888–1945)
- Joszif Alekszandrovics Brodszkij (1940–1996), Nobel-díjas
- Nyikolaj Leontyevics Brodszkij (1881–1951)
- Alekszandra Jakovlevna Brustejn (1884–1968)
- Szergej Fjodorovics Budancev (1896–1939)
- Jurij Vasziljevics Bujda (1954–)
- Valentyin Fjodorovics Bulgakov (1886–1966)
- Faggyej Venyegyiktovics Bulgarin (1789–1859)
- Kir Bulicsov (1934–2003)
- Viktor Petrovics Burenyin (1841–1926)
- Fjodor Mihajlovics Burlackij (1927–2014)
- Vlagyimir Petrovics Burnasev (1812–1888)
- Fjodor Ivanovics Buszlajev (1818–1897)
- Jakov Petrovics Butkov (?-1856 k.)

## C

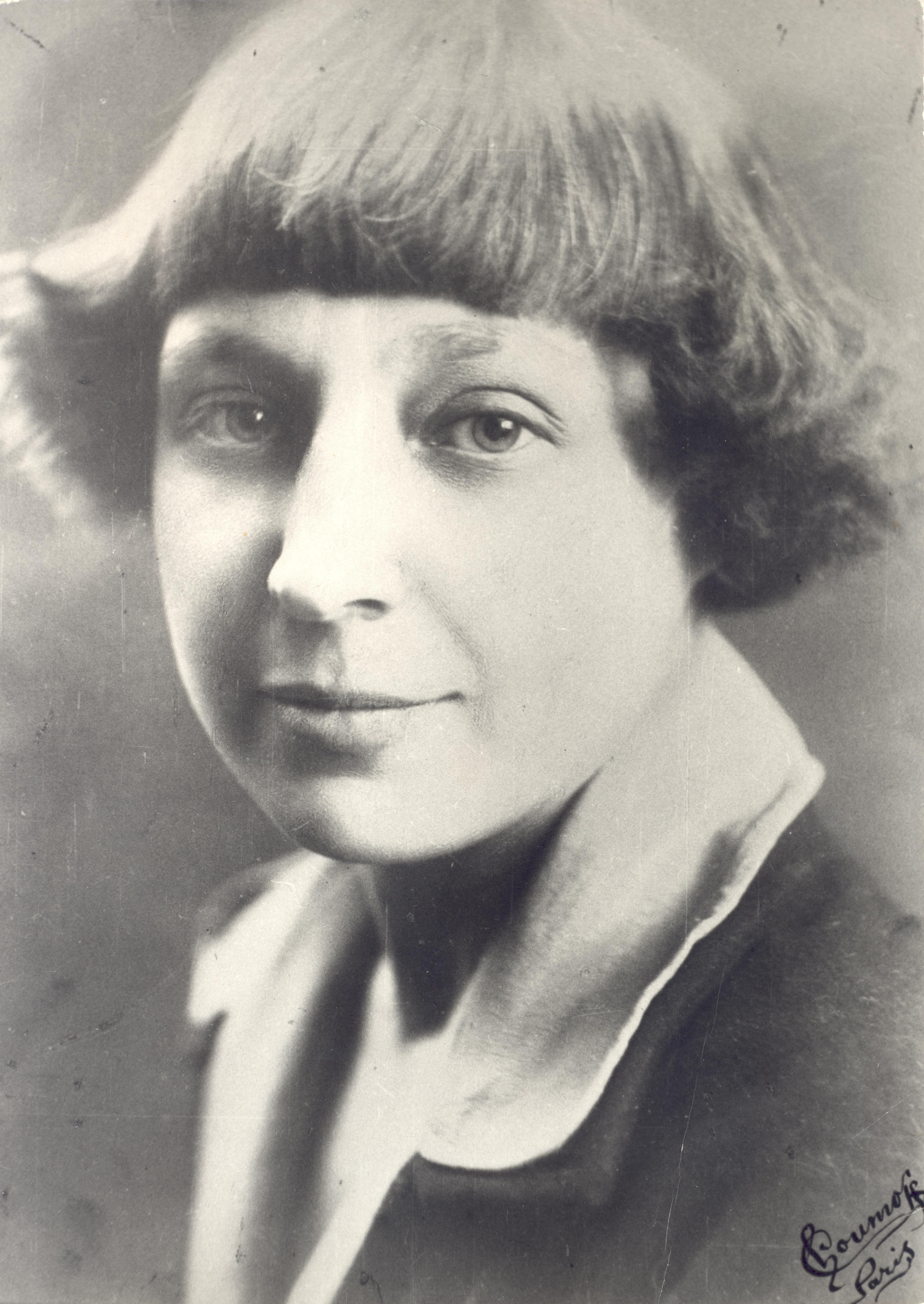
Marina Ivanovna Cvetajeva (1892–1941)

## Cs

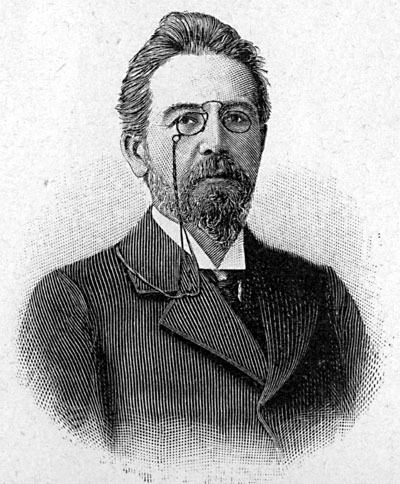
Anton Pavlovics Csehov (1860–1904)
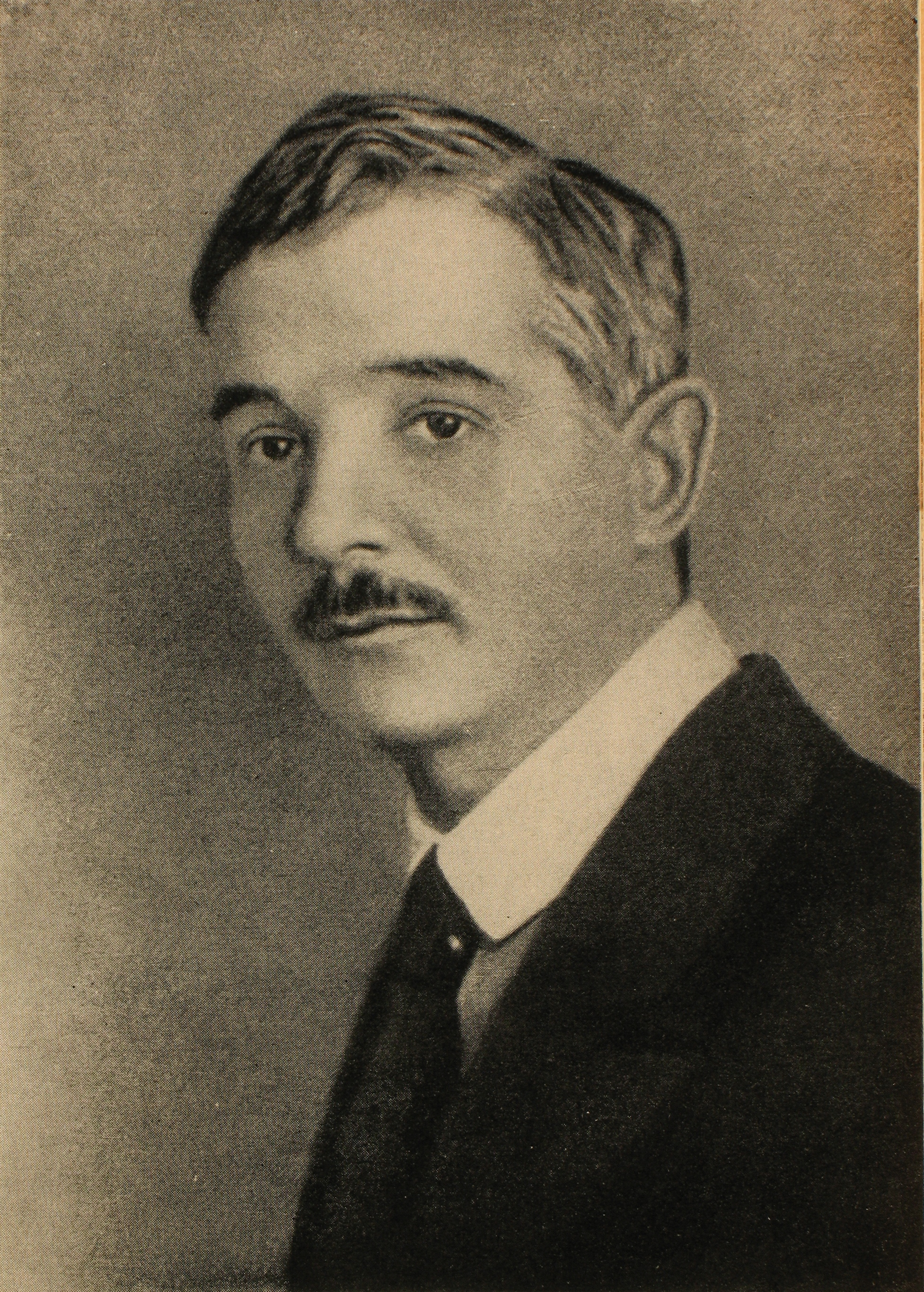
Szasa Csornij (1880–1932)

Továbbá:
- Pjotr Jakovlevics Csaadajev (1794–1856)
- Alekszej Pavlovics Csapigin (1870–1937)
- Jevgenyij Nyikolajevics Csirikov (1864–1932)

## D

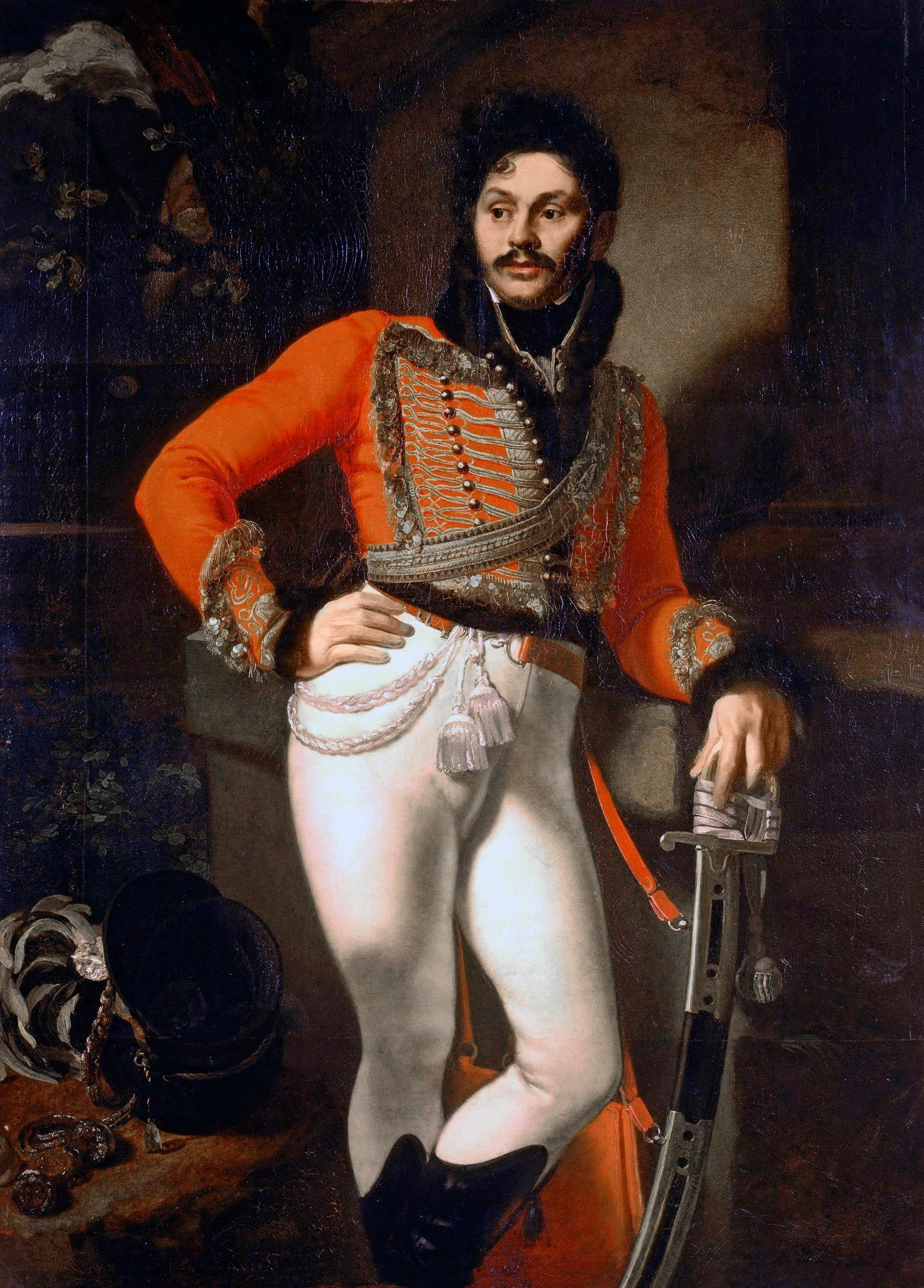
Gyenyisz Vasziljevics Davidov (1784–1839)
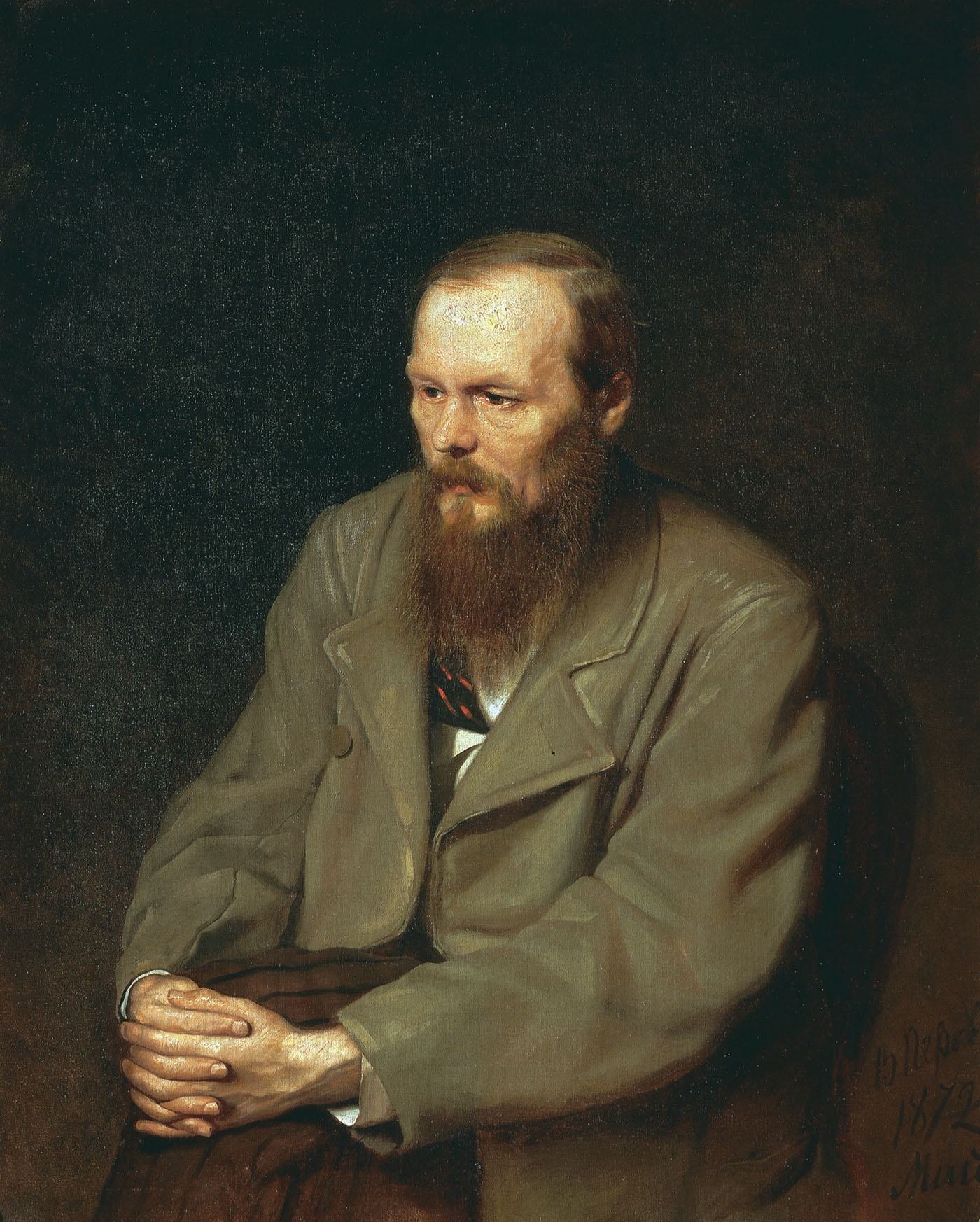
Fjodor Mihajlovics Dosztojevszkij (1821–1881)
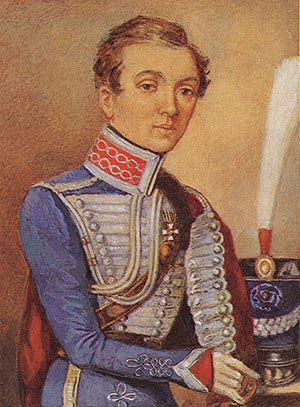
Nagyezsda Andrejevna Durova (1783–1866)

Továbbá: 
- Alekszandr Davidovics Davidov (1953)
- Ivan Ivanovics Dmitrijev (1760–1836)
- Vlagyimir Ivanovics Dmitrevszkij (1908–1978)
- Anatolij Dnyeprov (1919–1975)
- Veronyika Arkagyjevna Dolina (1956–)
- Szergej Donatovics Dovlatov (1941–1990)
- Igor Szergejevics Drucsin (1929–2002)

## E
- Ellisz [Lev Lvovics Kobilinszkij] (1879–1947)
- Ilja Ehrenburg (1891–1967)

## F

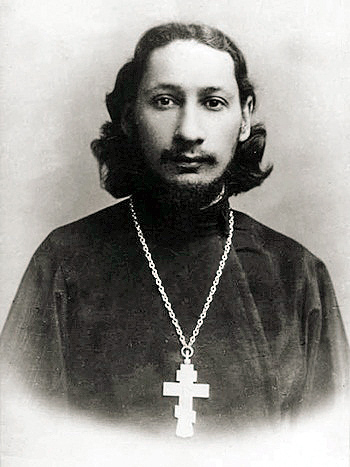
Pavel Alekszandrovics Florenszkij (1882–1937)
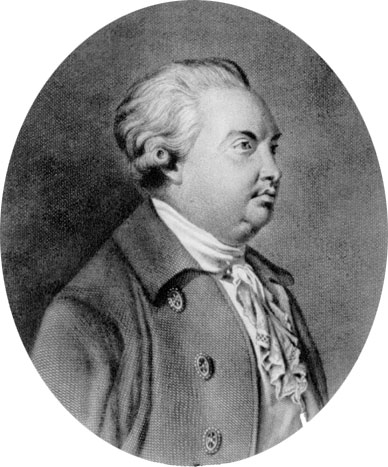
Gyenyisz Ivanovics Fonvizin (1744–1792)

Továbbá:
- Alekszandr Alekszandrovics Fagyejev (1901–1956)
- Afanaszij Afanaszjevics Fet (1820–1892)
- Konsztantyin Alekszandrovics Fegyin (1892–1977)
- Vlagyimir Nyikolajevics Firszov (1925–1987)
- Konsztantyin Mihajlovics Fofanov (1862–1911)

## G

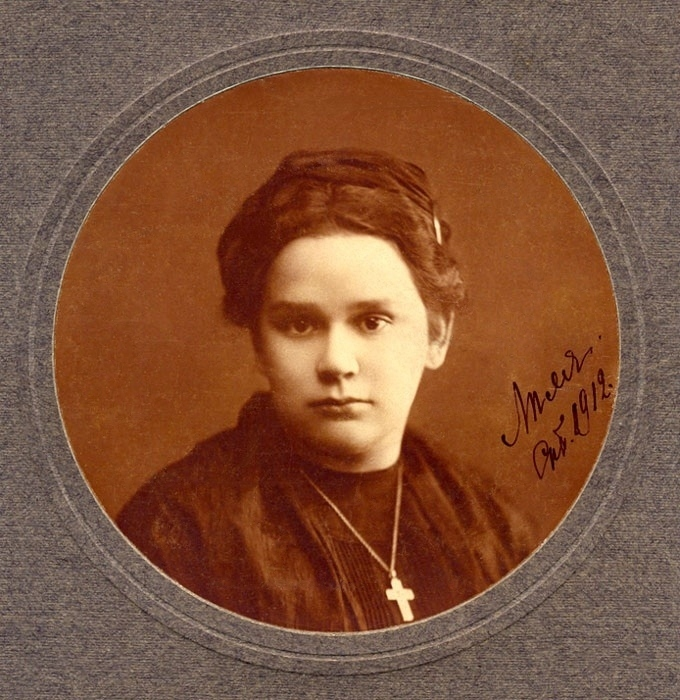
Cherubina de Gabriak (1887–1928)
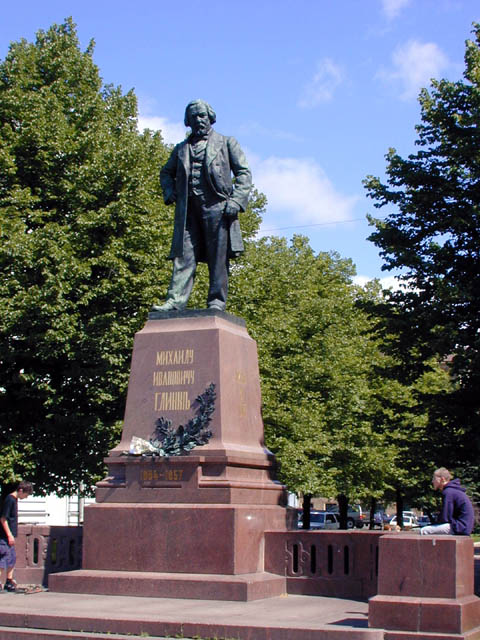
Fjodor Nyikolajevics Glinka (1786–1880)
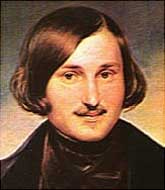
Nyikolaj Vasziljevics Gogol (1809–1852)
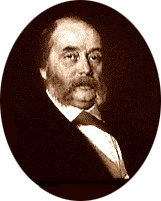
Ivan Alekszandrovics Goncsarov (1812–1891)
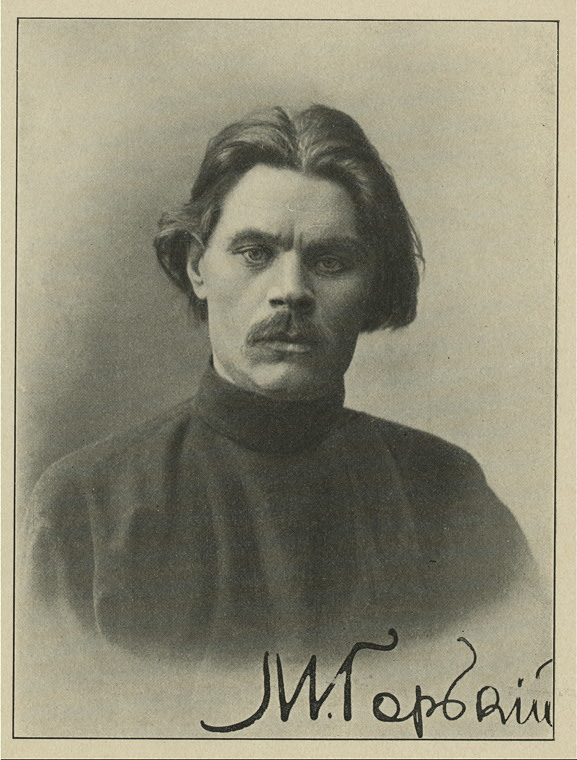
Makszim Gorkij (1868–1936)
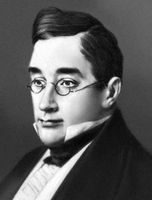
Alekszandr Szergejevics Gribojedov (1795–1829)
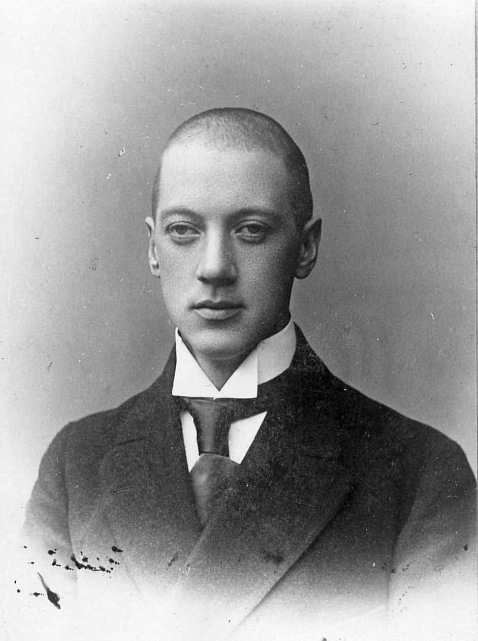
Nyikolaj Sztyepanovics Gumiljov (1886–1921)

Továbbá: 
- Vl. Gakov (1951)
- Raszul Gamzatovics Gamzatov (1923–2003)
- Vszevolod Mihajlovcs Garsin (1855–1888)
- Vlagyimir Alekszejevics Giljarovszkij (1855–1935)
- Fjodor Vasziljevics Gladkov (1883–1958)
- Dmitry Glukhovsky (1979–)
- Vaszilij Vasziljevics Golovacsov (1948–)
- Linor Goralik (1975-)
- Borisz Leontyjevics Gorbatov (1908–1954)
- Irina Grekova (1907–2002)
- Mihail Nyikolajevics Gresnov (1916–1991)
- Alekszandr Nyikolajevics Gromov (1959–)
- Vaszilij Szemjonovics Grosszman (1905–1964)
- Georgij Joszifovics Gurevics (1917–1998)
- Jurij Pavlovics Guszev (1939–)

## Gy

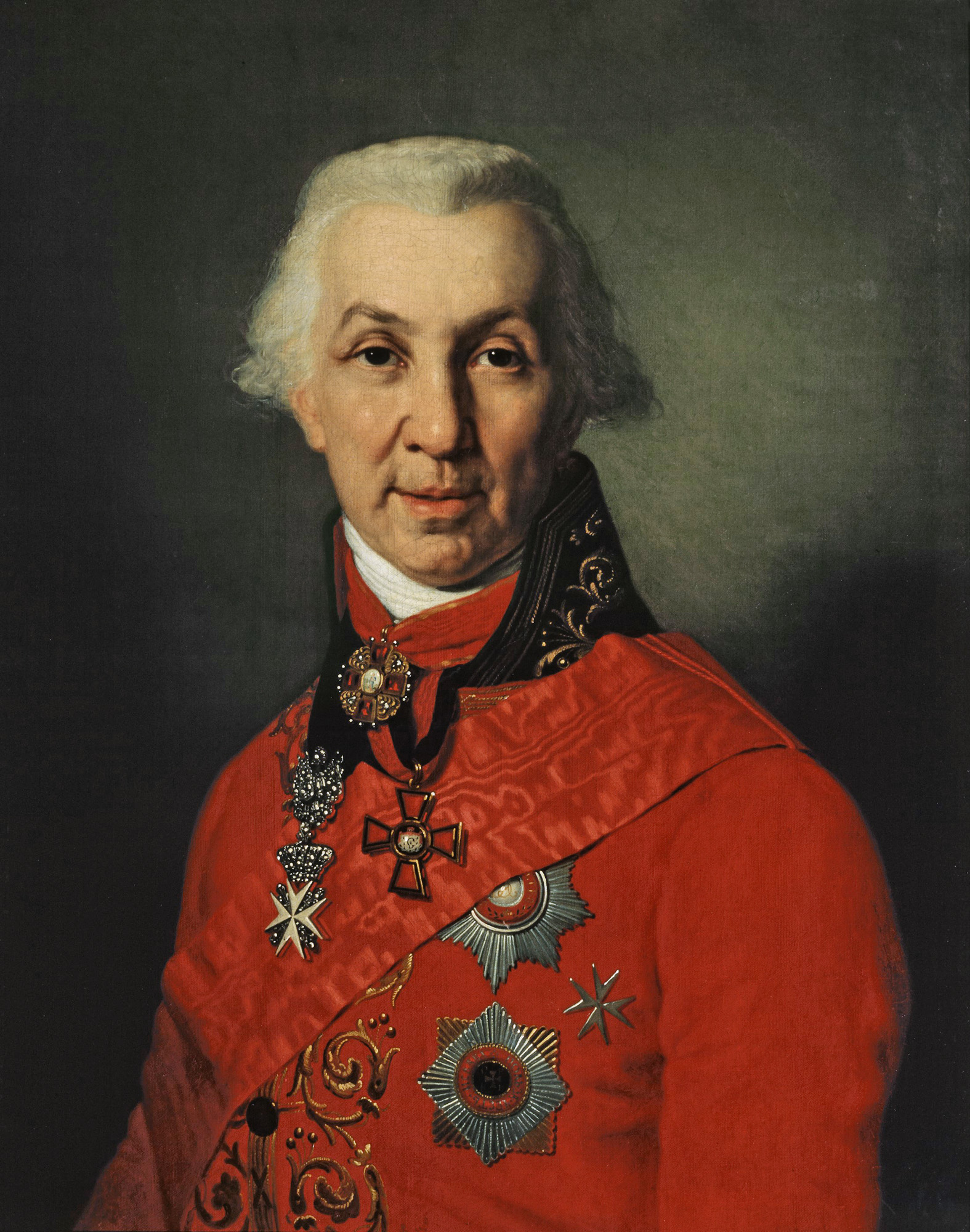
Gavriil Romanovics Gyerzsavin (1743–1816)

Továbbá:
- Alekszandr Petrovics Gyehtyerjov (1889–1959)

## H

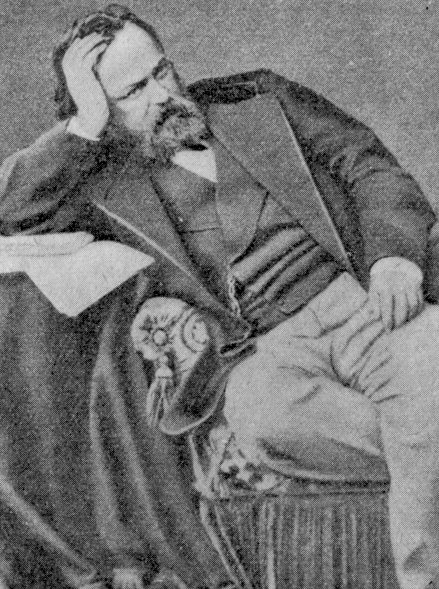
Alekszandr Ivanovics Herzen (1812–1870)
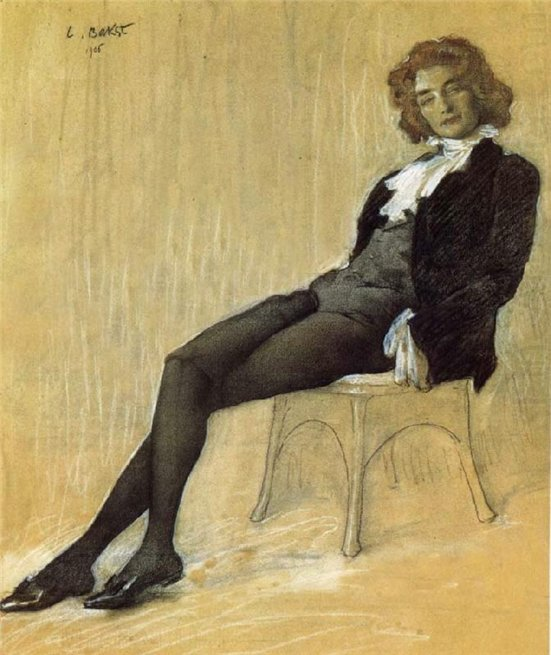
Zinaida Nyikolajevna Hippiusz (1869–1945)
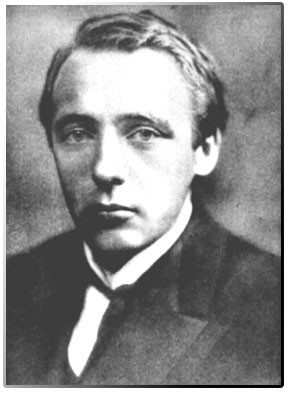
Velemir Hlebnyikov (1885–1922)

Továbbá: 
- Mihail Matvejevics Heraszkov (1733–1807)
- Vlagyiszlav Felicianovics Hodaszevics (1886–1939)
- Alekszej Sztyepanovics Homjakov (1804–1860)

## I

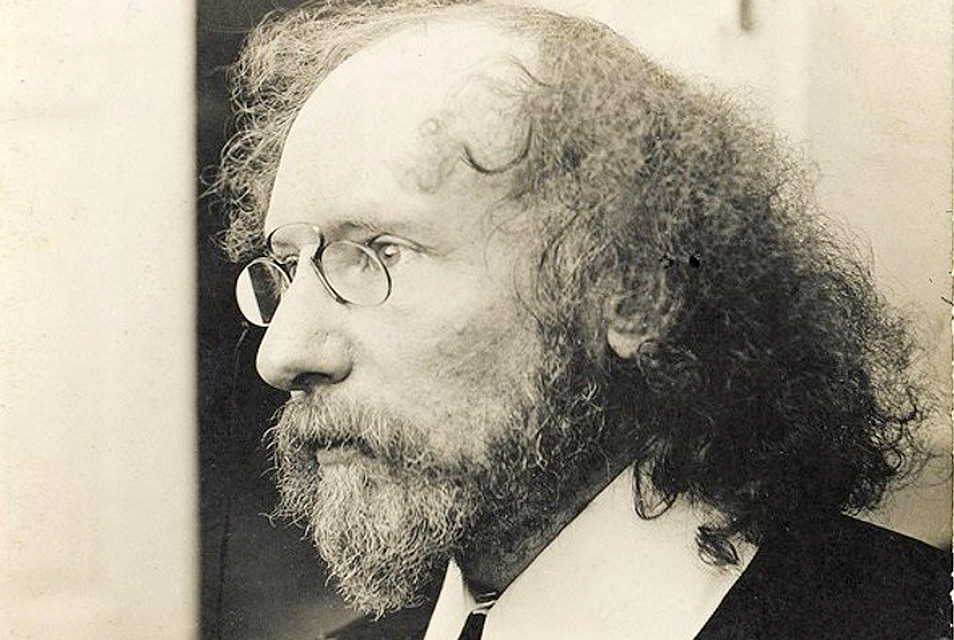
Vjacseszlav Ivanovics Ivanov (1866–1949)

Továbbá:
- Alekszandr Vasziljevics Igumnov (1761–1834)
- Vaszilij Alekszandrovics Ikornyikov (1859–1888)
- Ilja Arnoldovics Ilf (1897–1937) (Jevgenyij Petrov írótársa)
- Filip Filippovics Iszmajlov (1794–1863)
- Valentyin Dmitrijevics Ivanov (1902-1975)
- Vszevolod Nyikanorovics Ivanov (1888–1971)
- Olga Vszevolodovna Ivinszkaja (1913–1995)
- Nyikolaj Dmitrijevics Izvekov (1858–?)

## J

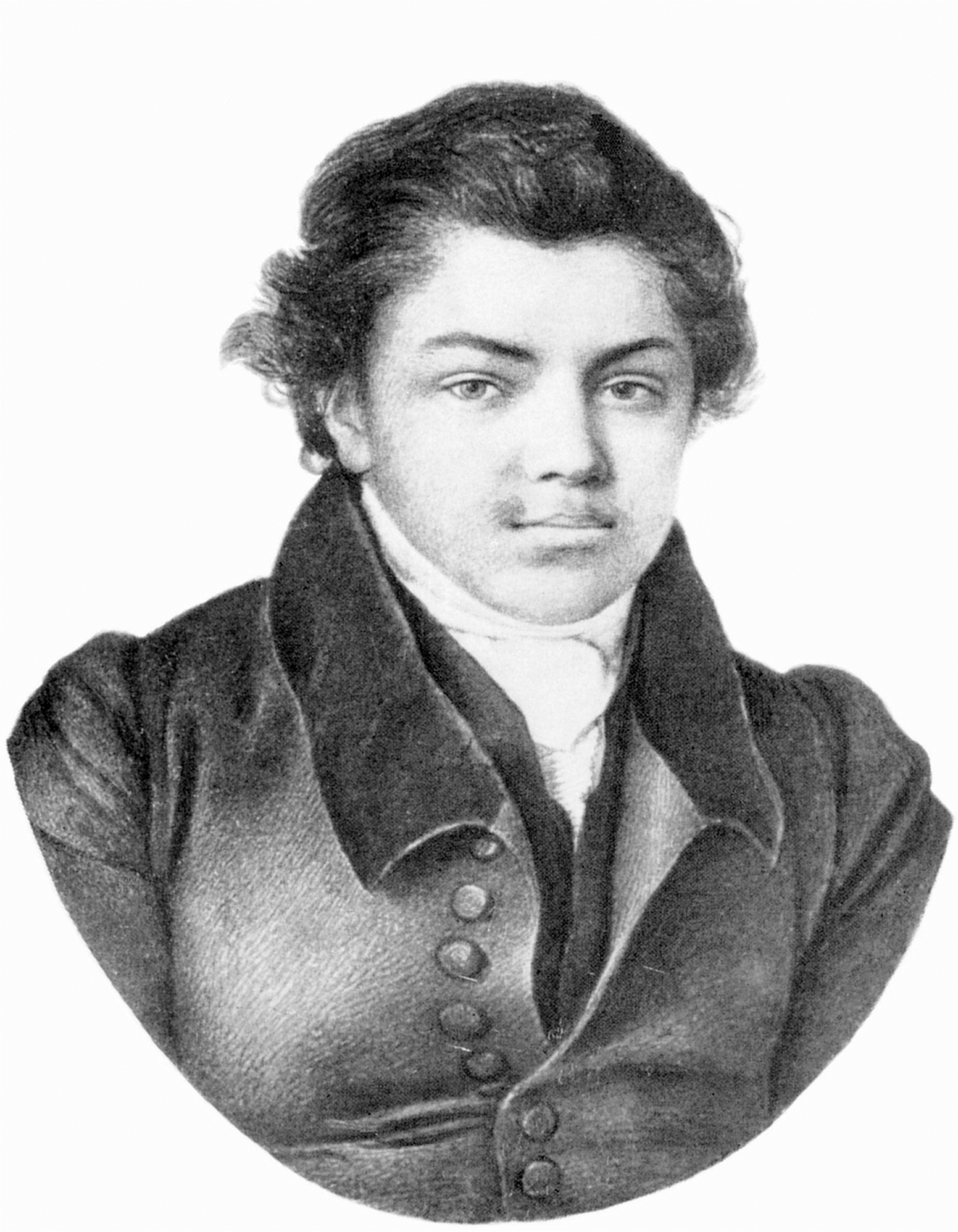
Nyikolaj Mihajlovics Jazikov (1803–1846)
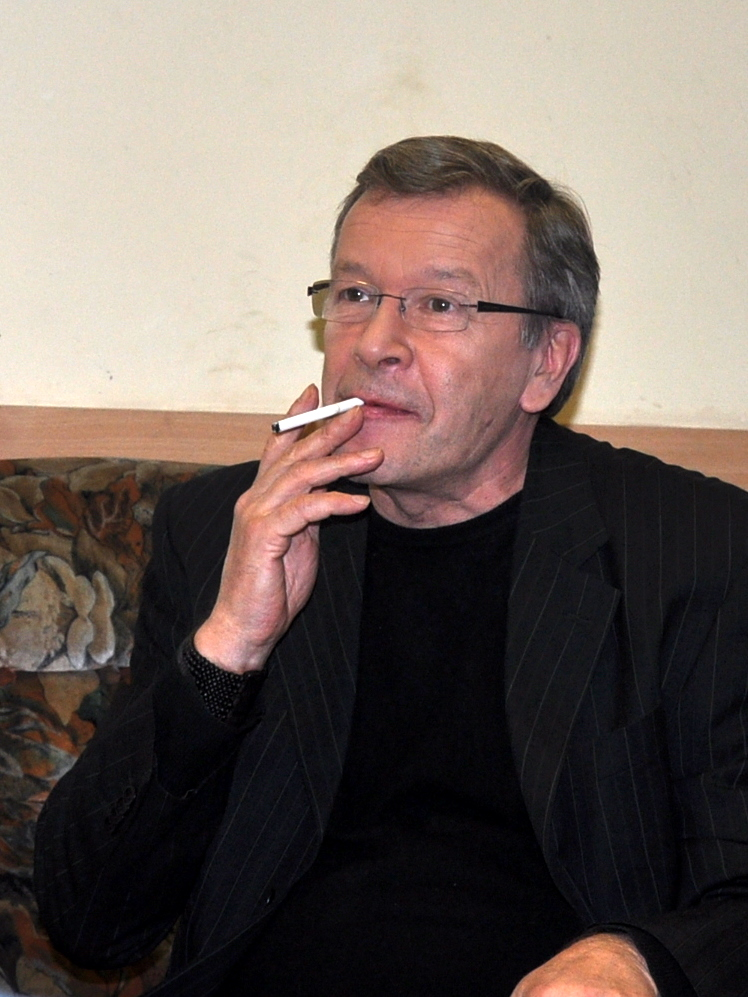
Viktor Vlagyimirovics Jerofejev (1947)
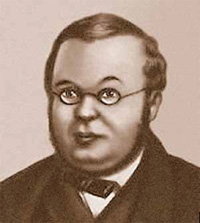
Pjotr Pavlovics Jersov (1815–1869)

Továbbá:
- Vaszilij Grigorjevics Jan (1875–1954)
- Szergej Jakovlevics Jelpatyevszkij (1854–1933)
- Szergej Alekszandrovics Jeszenyin (1895–1925)
- Alekszandr Szergejevics Jeszenyin-Volpin (1924–2016)
- Venyegyikt Vasziljevics Jerofejev (1938–1990)
- Jevgenyij Alekszandrovics Jevtusenko (1933–2017)
- Marija Andrejevna Jugyenyics (1969–)
- Leonyid Abramovics Juzefovics (1947–)

## K

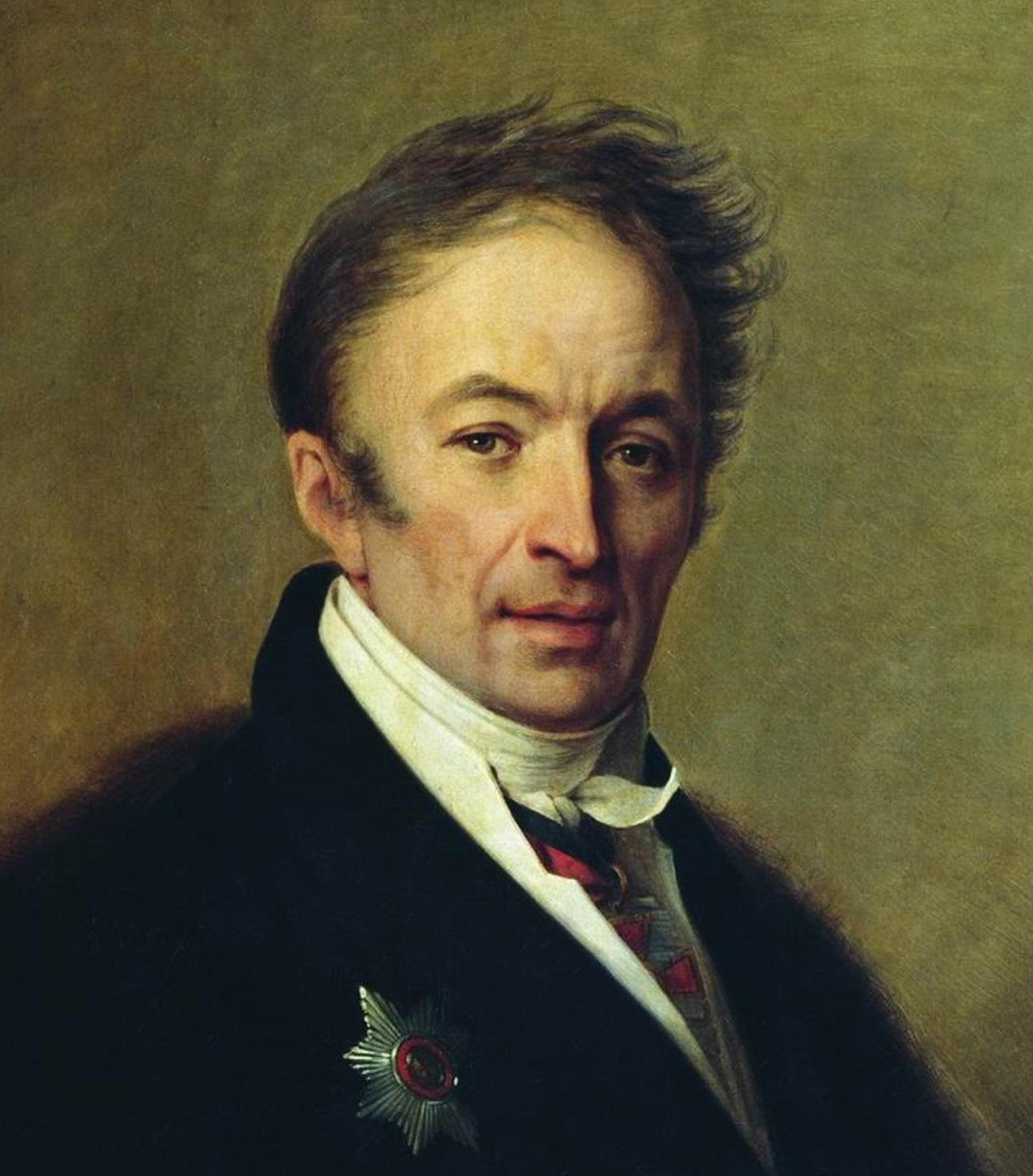
Nyikolaj Mihajlovics Karamzin (1766–1826)
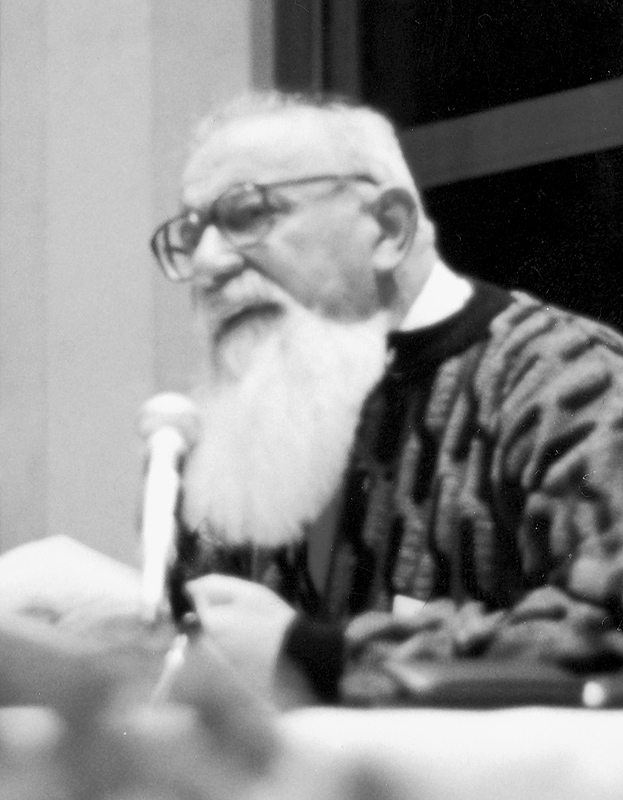
Lev Zinovjevics Kopelev (1912–1997)
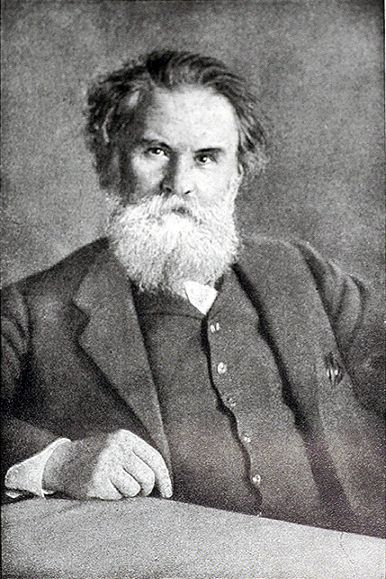
Vlagyimir Galaktyionovics Korolenko (1853–1921)
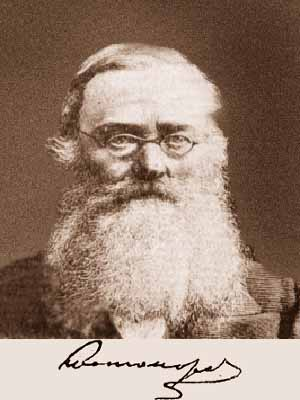
Nyikolaj Ivanovics Kosztomarov (1817–1895)
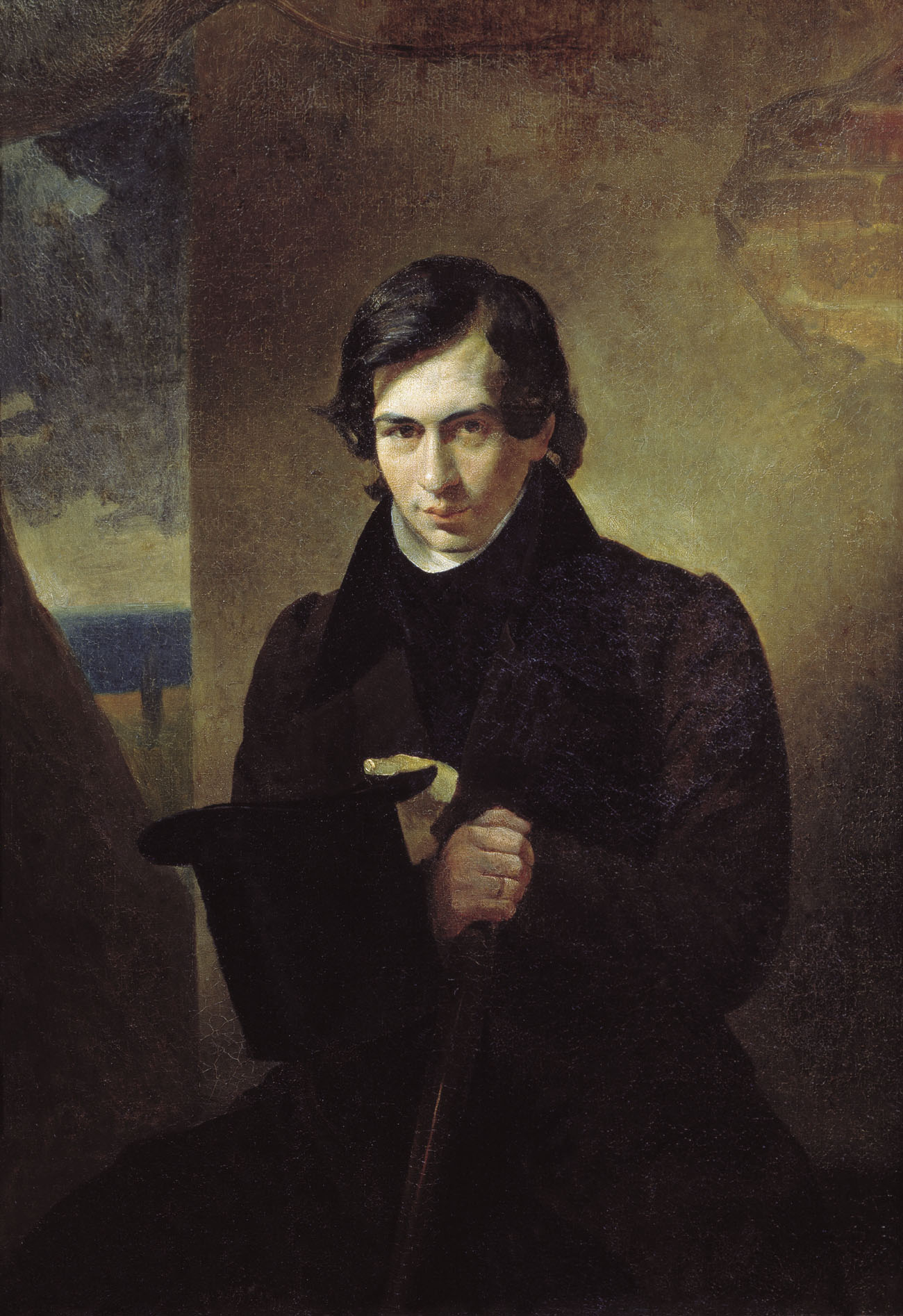
Nyesztor Vasziljevics Kukolnyik (1809–1868)
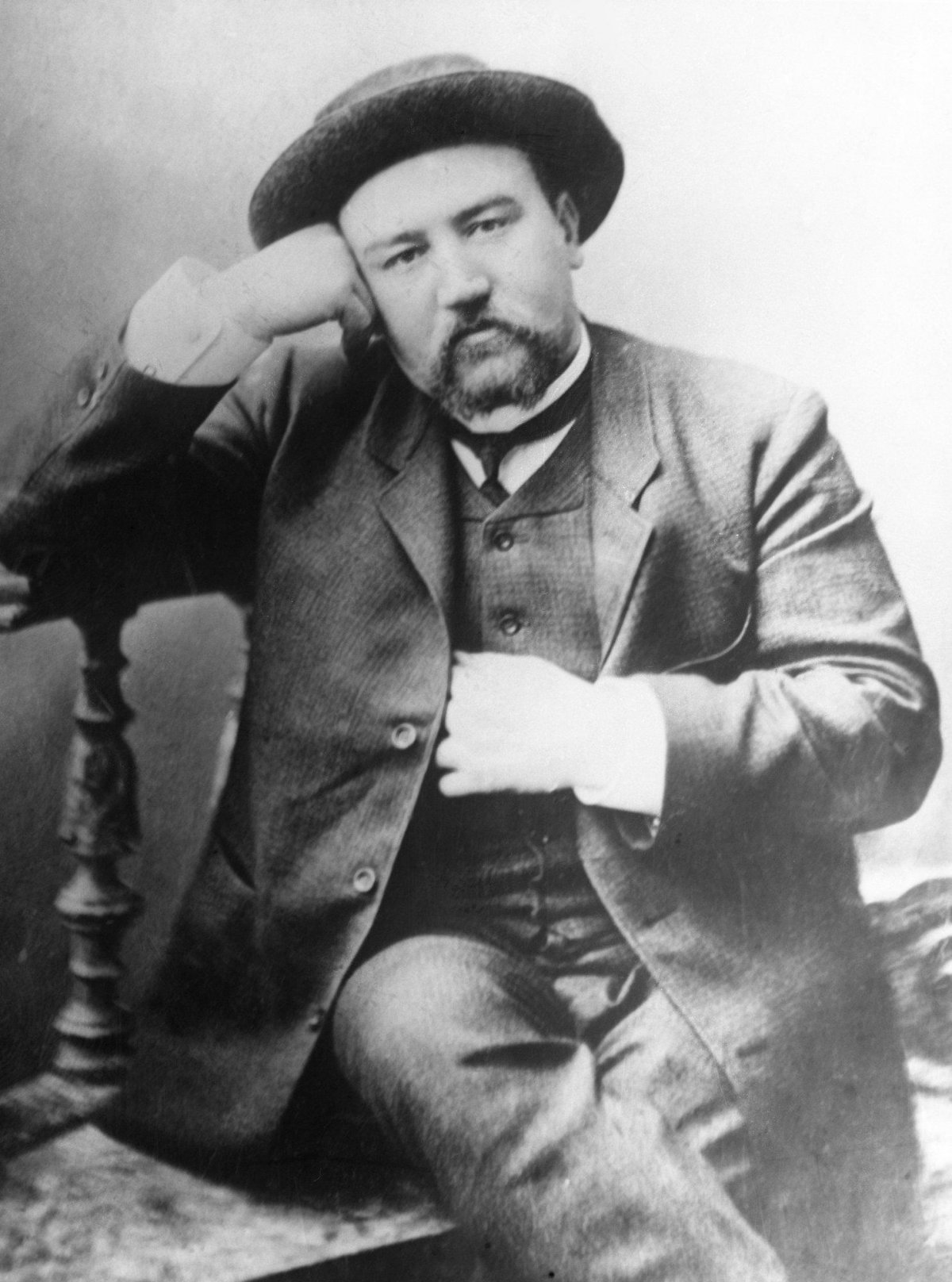
Alekszandr Ivanovics Kuprin (1870–1938)
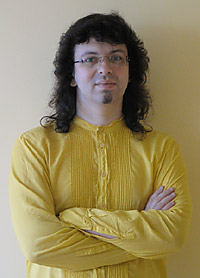
Dmitrij Vlagyimirovics Kuzmin (1968–)
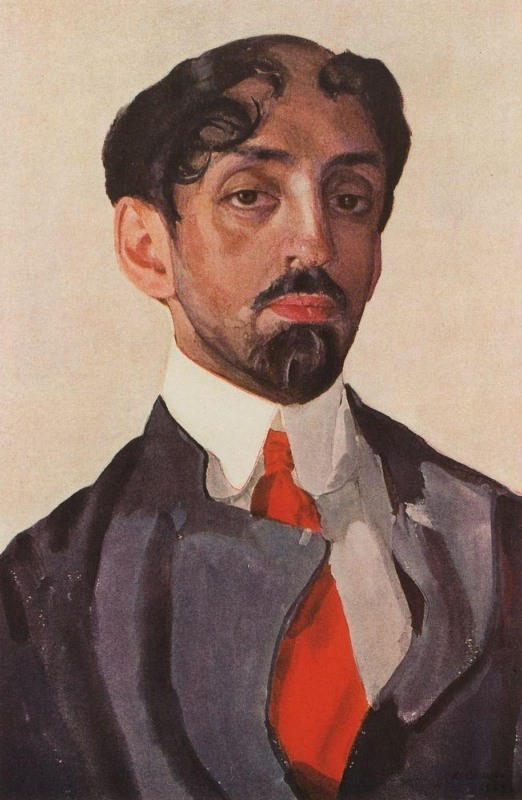
Mihail Alekszejevics Kuzmin (1872–1936)

Továbbá: 
- Vlagyimir Kaminer (1967–)
- Viktor Kirillovics Kaminszkij (? – 1856)
- Antyioh Dmitrijevics Kantyemir (1708–1818)
- Pavel Alekszandrovics Kapnyiszt (1842–1904)
- Nyikolaj Platonovics Karabcsevszkij (1851–1925)
- Varvara Alekszandrovna Karaulova (1774–1842)
- Jegor Vasziljevics Karnyejev (1773–1849)
- Dimitrij Fjodorovics Kaszicin (1838–1901)
- Valentyin Petrovics Katajev (1897–1986)
- Ivan Valerjanovics Katyetov (?–1892)
- Alekszandra Nyikandrovna Kazina (1837–1918)
- Konsztantyin Alekszandrovics Kedrov (1942–)
- Grigorij Jakovlevics Kiprianovics (1846–?)
- Alekszandr Sztyepanovics Kiszlov (1808–1866)
- Nyikolaj Andrejevics Klepinyin (1899–1941)
- Szergej Antonovics Klicskov (1889–1937)
- Nyikolaj Alekszejevics Kljujev (1884–1937)
- Jeliszej Jakovlevics Kolbaszin (1827–1890)
- Alekszej Vasziljevics Kolcov (1809–1842)
- Ivan Dimitrijevics Kolokolov (?–1869)
- Viktor Viktorovics Konyeckij (1929–2002)
- Nyikolaj Mihajlovics Konsin (1793–1859)
- Nyikolaj Alekszejevics Korgujev (1829–1900)
- Vlagyimir Galaktyionovics Korolenko (1853–1921)
- Dmitrij Andrejevics Koropcsevszkij (?–1903)
- Ludmilla Ivanovna Korosztovec (1794–1883)
- Jakov Ivanovics Kosztyenyeckij (1811–1885)
- Lev Feofilovics Kosztyenko (1841–1891)
- Lev Oszipovics Kotyeljanszkij (1851–1879)
- Jurij Ioszifovics Koval (1938–1995)
- Ivan Ivanovics Kozlov (1779–1840)
- Ippolit Feofilovics Kraszkovszkij (1845–1889)
- Vaszilij Ivanovics Kraszovszkij (1782–1824)
- Szergej Petrovics Krasenyinnyikov (1811–1870)
- Viktor Danyilovics Krenke (1816–1893)
- Ivan Petrovics Kresev (1824–1859)
- Ivan Andrejevics Krilov (1769–1844)
- Vaszilij Szilovics Krivenko (1854–1931)
- Feliksz Davidovics Krivin (1928–2016)
- Pjotr Alekszejevics Kropotkin (1842–1921)
- Dmitrij Andrejevics Kropotov (?-1875)
- Szigizmund Dominyikovics Krzsizsanovszkij (1887–1950)

## L

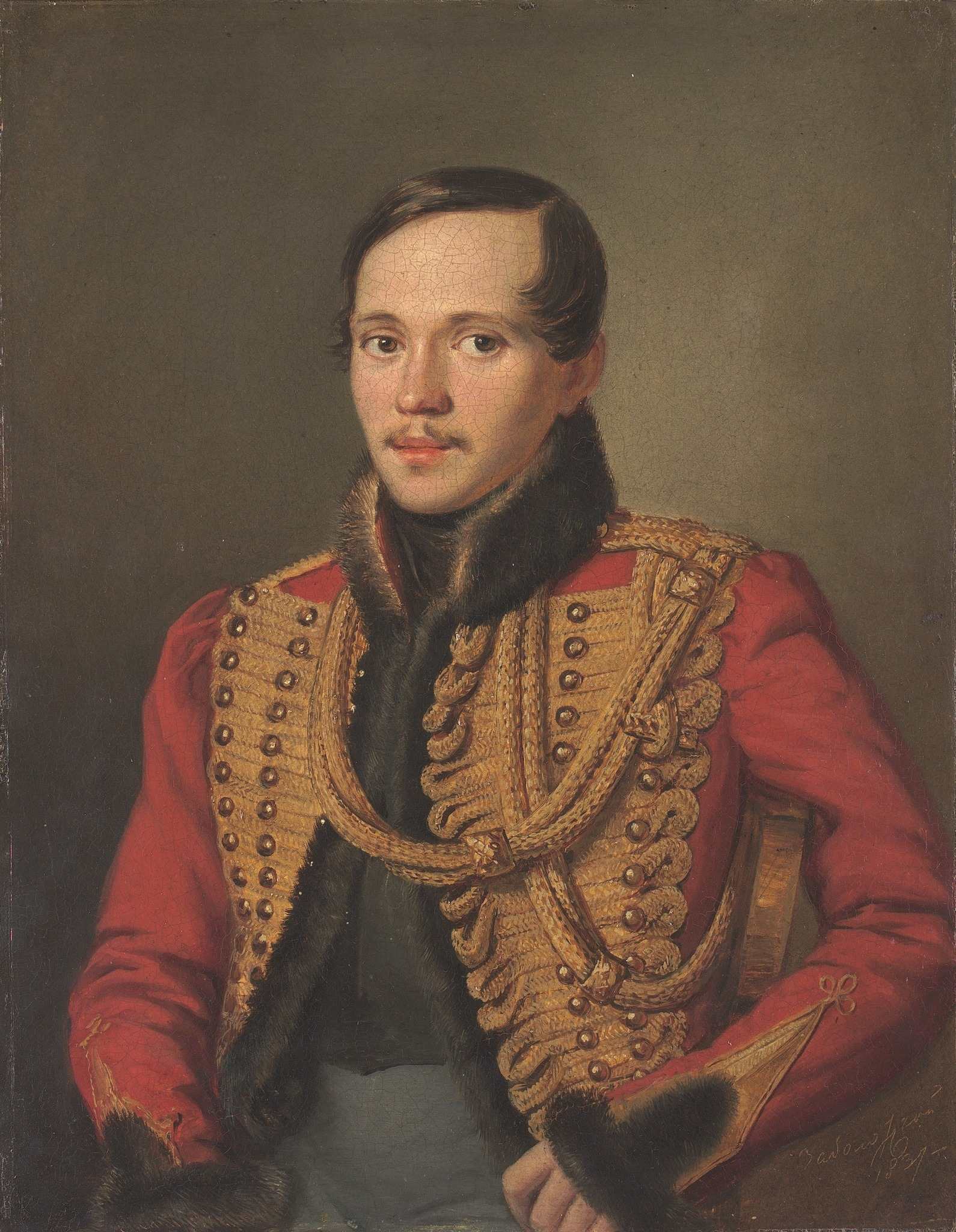
Mihail Jurjevics Lermontov (1814–1841)
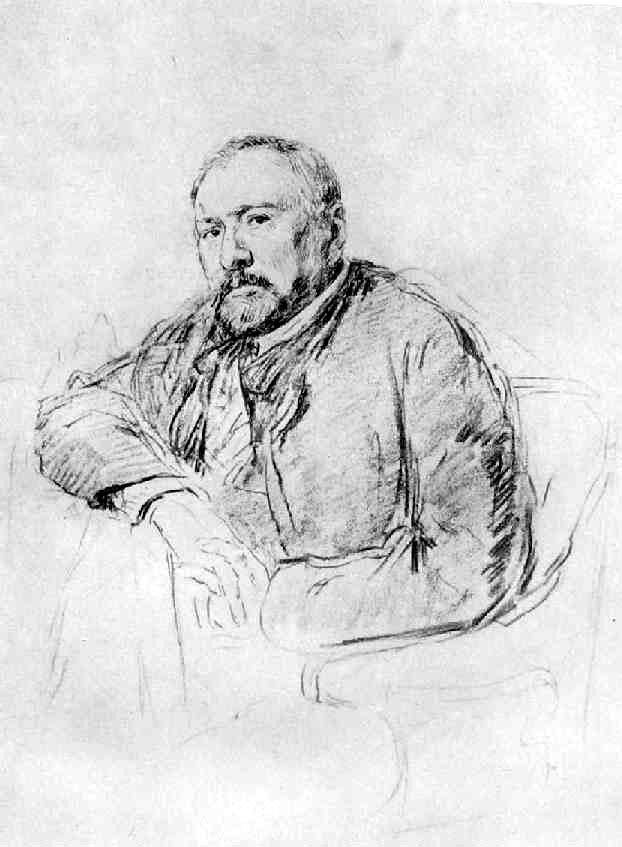
Nyikolaj Szemjonovics Leszkov (1831–1895)
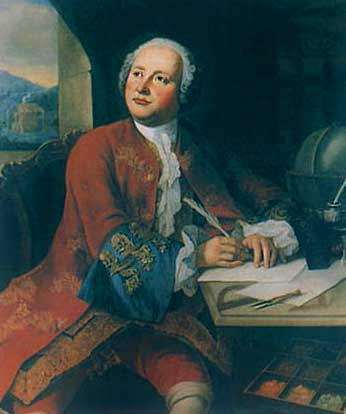
Mihail Vasziljevics Lomonoszov (1711–1765)
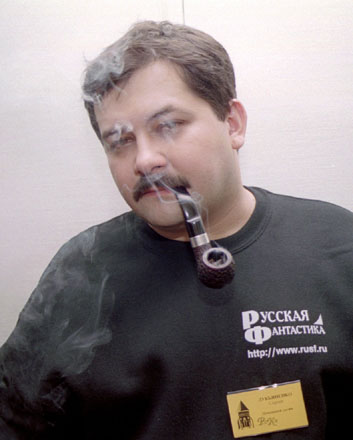
Szergej Vasziljevics Lukjanyenko (1968)

Továbbá:
- Antonyin Petrovics Lagyinszkij (1896–1961)
- Jevgenyij Lvovics Lann (1896–1958)
- Borisz Fjodorovics Lapin (1934–2005)
- Borisz Andrejevics Lavrenyov (1891–1959)
- Andrej G. Lazarcsuk (1958–)
- Ivan Ivanovics Lazsecsnyikov (1794–1869)
- Leonyid Makszimovics Leonov (1899–1994)
- Konsztantyin Nyikolajevics Leontyjev (1831–1891)
- Leonyid Mironovics Leonyidov (1873–1941)
- Mark Lazarevics Levi (valódi nevén Mihail Agejev) (1888–1973)
- Alekszandr Ivanovics Levitov (1835–1877)
- Eduard Venyiaminovics Limonov (1943–2020)
- Szvjatoszlav Vlagyimirovics Loginov (1951–)
- Jevgenyij Jurjevics Lukin (1950–)
- Oleg Makszimovics Lukjanov (1937–1998)

## M

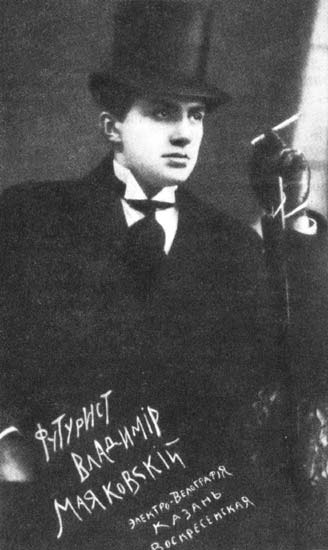
Vlagyimir Vlagyimirovics Majakovszkij (1893–1930)
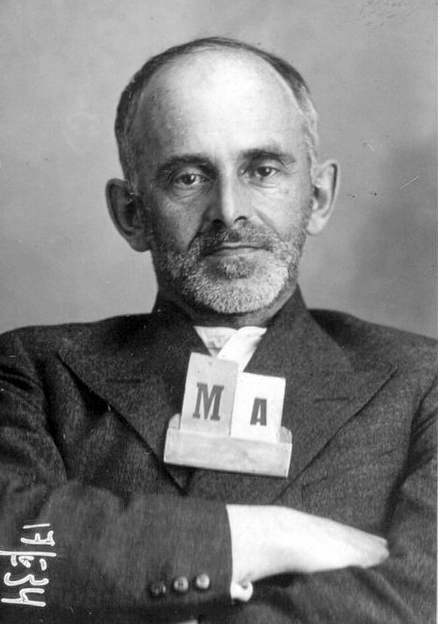
Oszip Emiljevics Mandelstam (1891–1938)
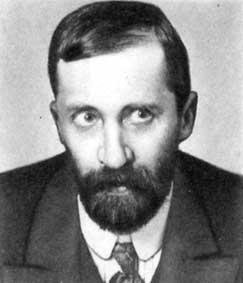
Dmitrij Szergejevics Merezskovszkij (1866–1941)
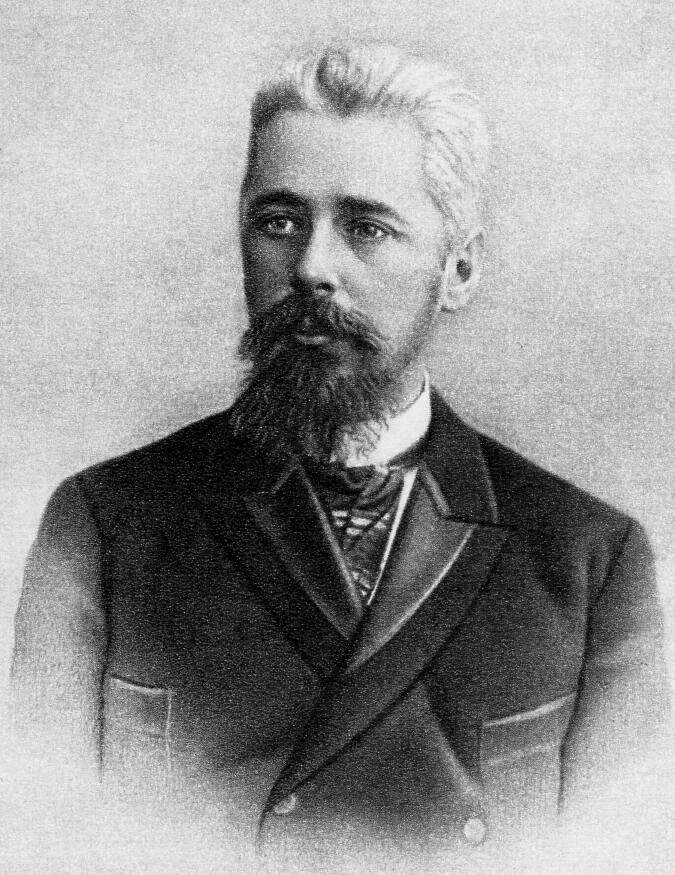
Nyikolaj Georgijevics Mihajlovszkij (1852–1906) (álnevén N.Garin)

Továbbá:
- Anton Szemjonovics Makarenko (1888–1939)
- Szamuil Jakovlevics Marsak (1887–1964)
- Leonyid Nyikolajevics Martinov (1905–1980)
- Novella Nyikolajevna Matvejeva (1934–2016)
- Vlagyimir Nyikolajevics Megre (1950–)
- Pavel Ivanovics Melnyikov-Pecserszkij (1819–1883) (álnevén Andrej Pecserszkij)
- Szergej Vlagyimirovics Mihalkov (1913–2009)
- Mihail Petrovics Mihejev (1911–1993)
- Mihail Nyikityics Muravjov (1757–1807)

## N
- Vladimir Nabokov [Vlagyimir Vlagyimirovics Nabokov] (1899–1977)
- Szemjon Jakovlevics Nadszon (1862–1887)
- Jurij Markovics Nagibin (1920–1994)
- Szergej Alekszandrovics Najgyonov (1869–1922)
- Valerija Szpartakovna Narbikova (*1958)
- Nyikolaj Ivanovics Novikov (1744–1818)

## Ny

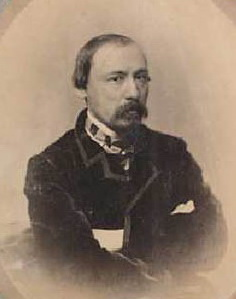
Nyikolaj Alekszejevics Nyekraszov (1821–1878)

Továbbá: 
- Viktor Platonovics Nyekraszov (1911–1987)
- Vlagyimir Ivanovics Nyemirovics-Dancsenko (1858–1943)
- Nyesztor (11.–12. század)
- Alekszandr Szergejevics Nyeverov (1886–1923)
- Afanaszij Nyikityin (?-1472)

## O

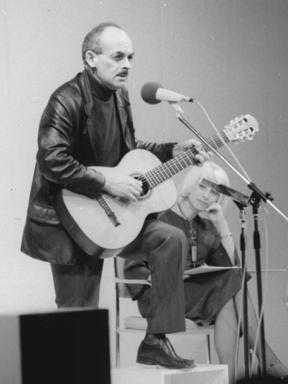
Bulat Salvovics Okudzsava (1924–1997)
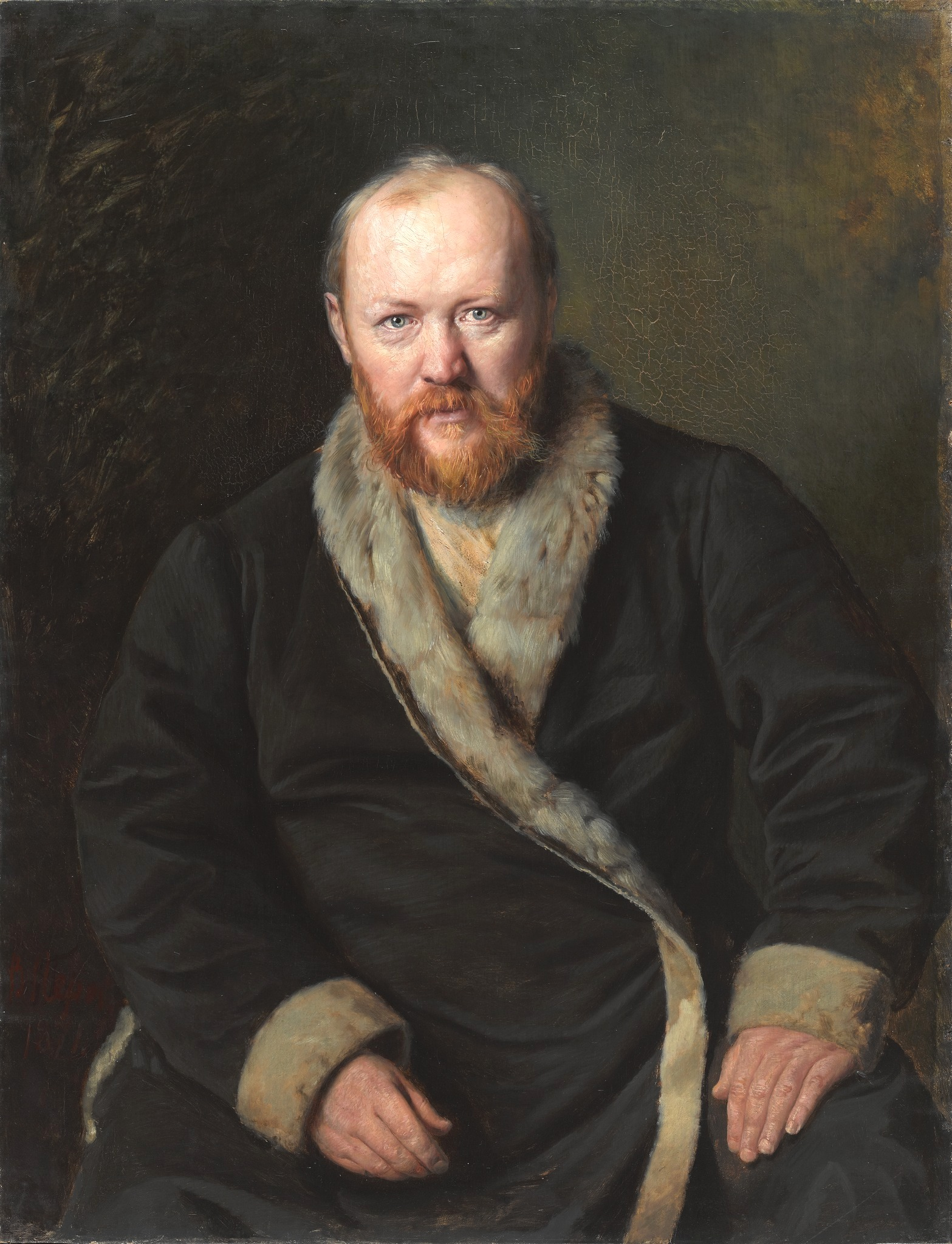
Alekszandr Nyikolajevics Osztrovszkij (1823–1885)
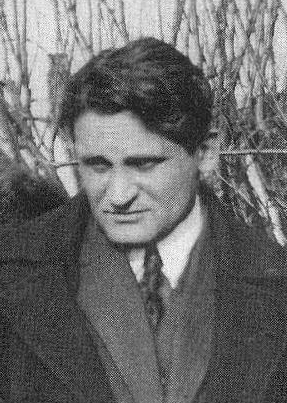
Jurij Karlovics Olesa (1899-1960)

Továbbá: 
- Alekszandr Alekszejevics Obrazcov
- Vlagyimir Afanaszjevics Obrucsev (1863–1956)
- Nyikolaj Makarovics Olejnyikov (1898–1937)
- Jurij Karlovics Olesa (1899–1960)
- Pjotr Vasziljevics Oresin (1887–1938)
- Nyikolaj Alekszejevics Osztrovszkij (1904–1936)
- Valentyin Vlagyimirovics Ovecskin (1904–1968)

## P

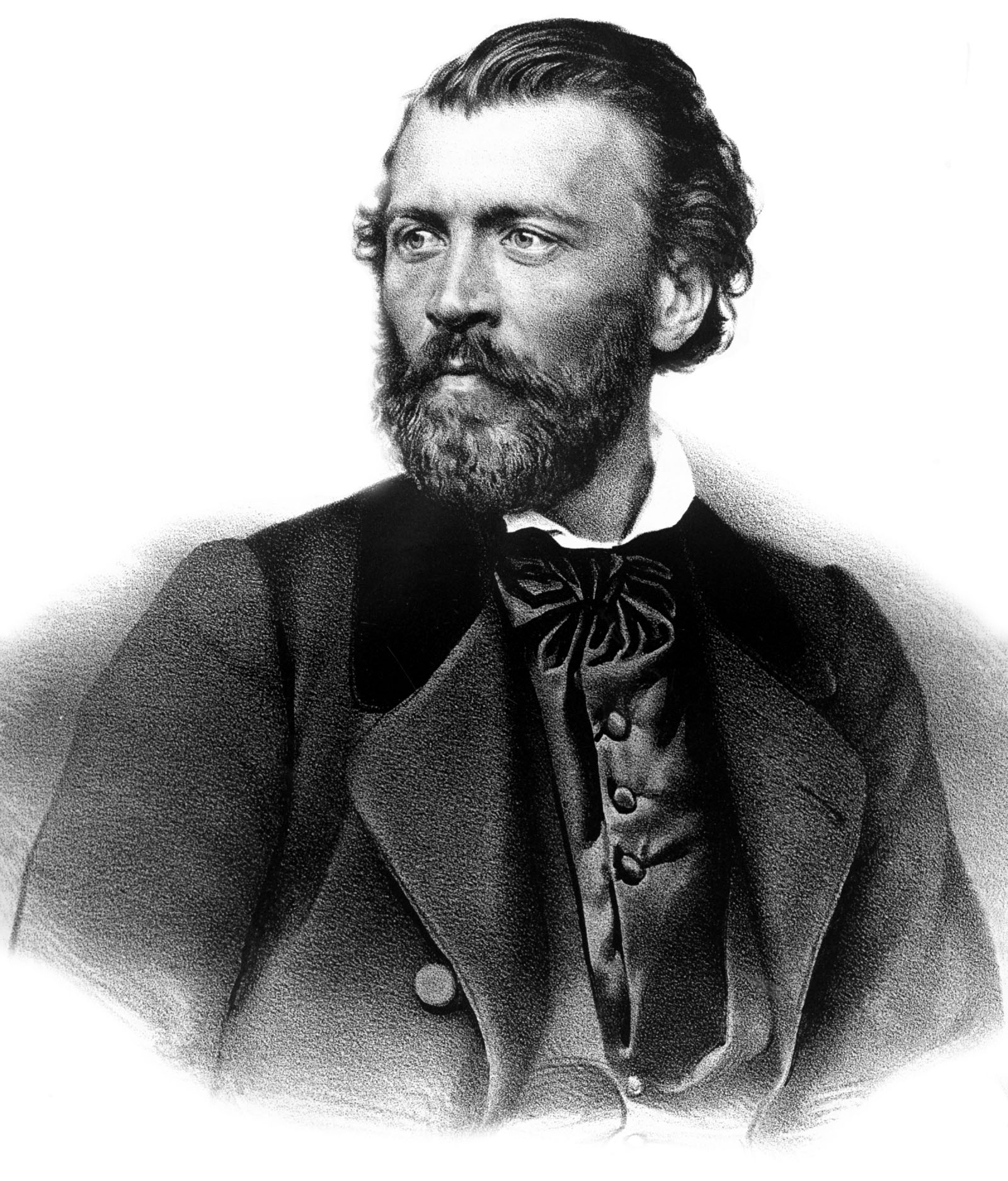
Jakov Petrovics Polonszkij (1819–1898)
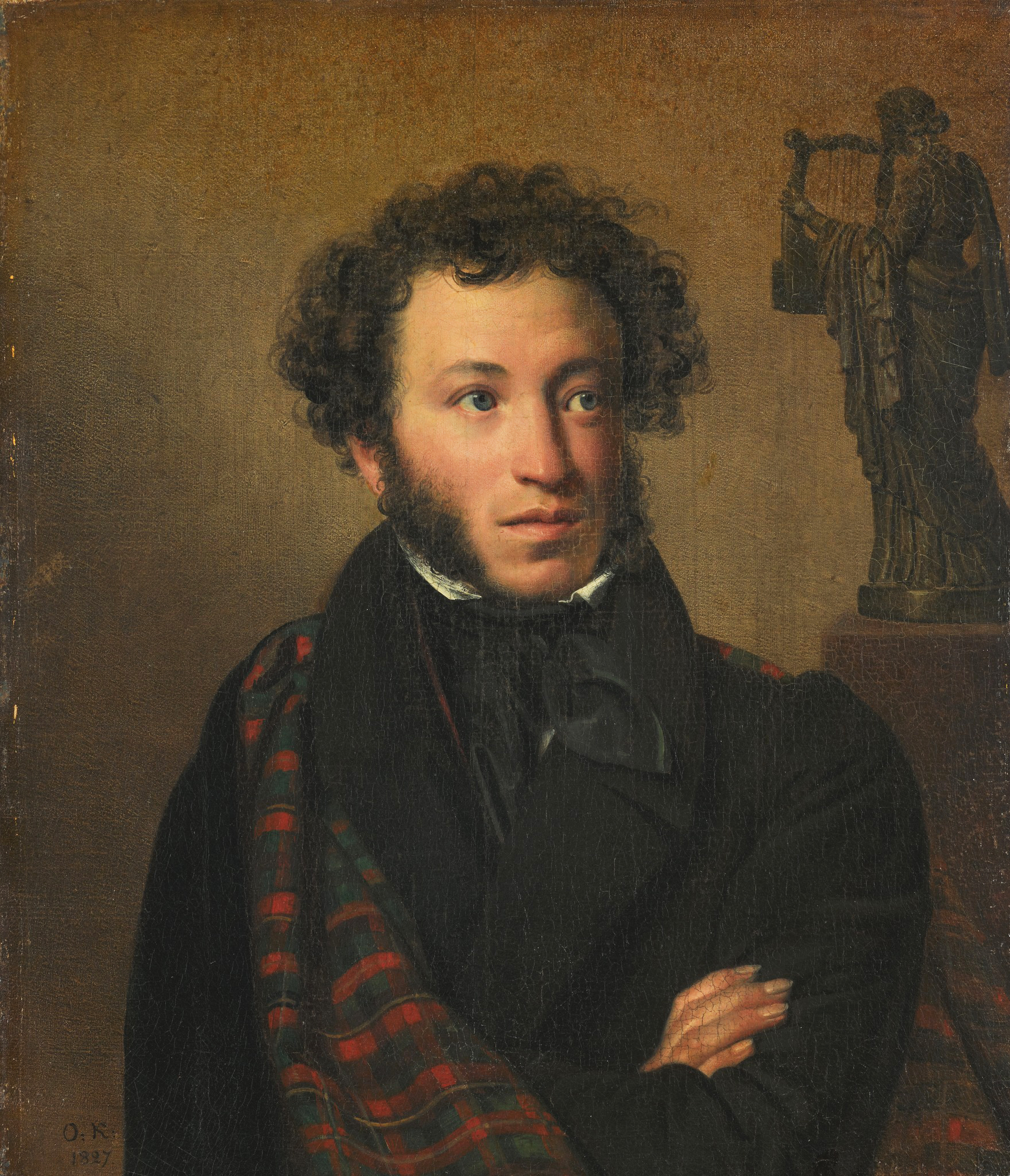
Alekszandr Szergejevics Puskin (1799–1837)

Továbbá:
- Vlagyimir Pavlovics Palej (1896–1918)
- Szergej Nyikolajevics Pancirev (1969–)
- Fjodor Ivanovics Panfjorov (1896–1960)
- Vera Fjodorovna Panova (1905–1973)
- Borisz Leonyidovics Paszternak (1890–1960), Nobel-díjas
- Konsztantyin Georgijevics Pausztovszkij (1892–1968)
- Pjotr Andrejevics Pavlenko (1899–1951)
- Viktor Olegovics Pelevin (1962–)
- Jevgenyij Petrovics Petrov (1903–1942) (Ilja Ilf írótársa)
- Borisz Andrejevics Pilnyak (1894–1938)
- Dmitrij Ivanovics Piszarev (1840–1868)
- Nyikolaj Fjodorovics Pogogyin (1900–1962)
- Borisz Nyikolajevics Polevoj (1908–1981)
- Jevgenyij Anatoljevics Popov (1946–)
- Dimitrij Alekszandrovics Prigov (1940–2007)
- Mihail Mihajlovics Prisvin (1873–1954)
- Szergej Olegovics Prokofjev (1954–2014)
- Mihail Georgijevics Puhov (1944–1995)
- Jurij Jevgenyjevics Pulver (1951–)

## R

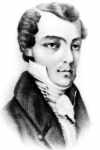
Kondratyij Fjodorovics Rilejev (1795–1826)

Továbbá:
- Edvard Sztanyiszlavovics Radzinszkij (1936–)
- Alekszandr Nyikolajevics Ragyiscsev (1749–1802)
- Valentyin Grigorjevics Raszputyin (1937–2015)
- Alekszej Mihajlovics Remizov (1877–1957)
- Nyikolaj Konsztantyinovics Rerih (1874–1947)
- Vlagyimir Bogdanovics Rezun (álnevén Viktor Szuborov) (1947–)
- Anatolij Naumovics Ribakov (1911–1998)
- Vjacseszlav Mihajlovics Ribakov (1954–)
- Grigorij Viktorovics Rjazsszkij (1953)
- Konsztantyin Konsztantyinovics Romanov orosz nagyherceg (1858–1915)
- Oleg Konsztantyinovics Romanov orosz herceg (1892–1914)
- Borisz Vlagyimirovics Romanovszkij (1932–1996)
- Jevdokija Petrovna Rosztopcsina (1811–1858)
- Nyikolaj Mihajlovics Rubcov (1936–1971)

## S

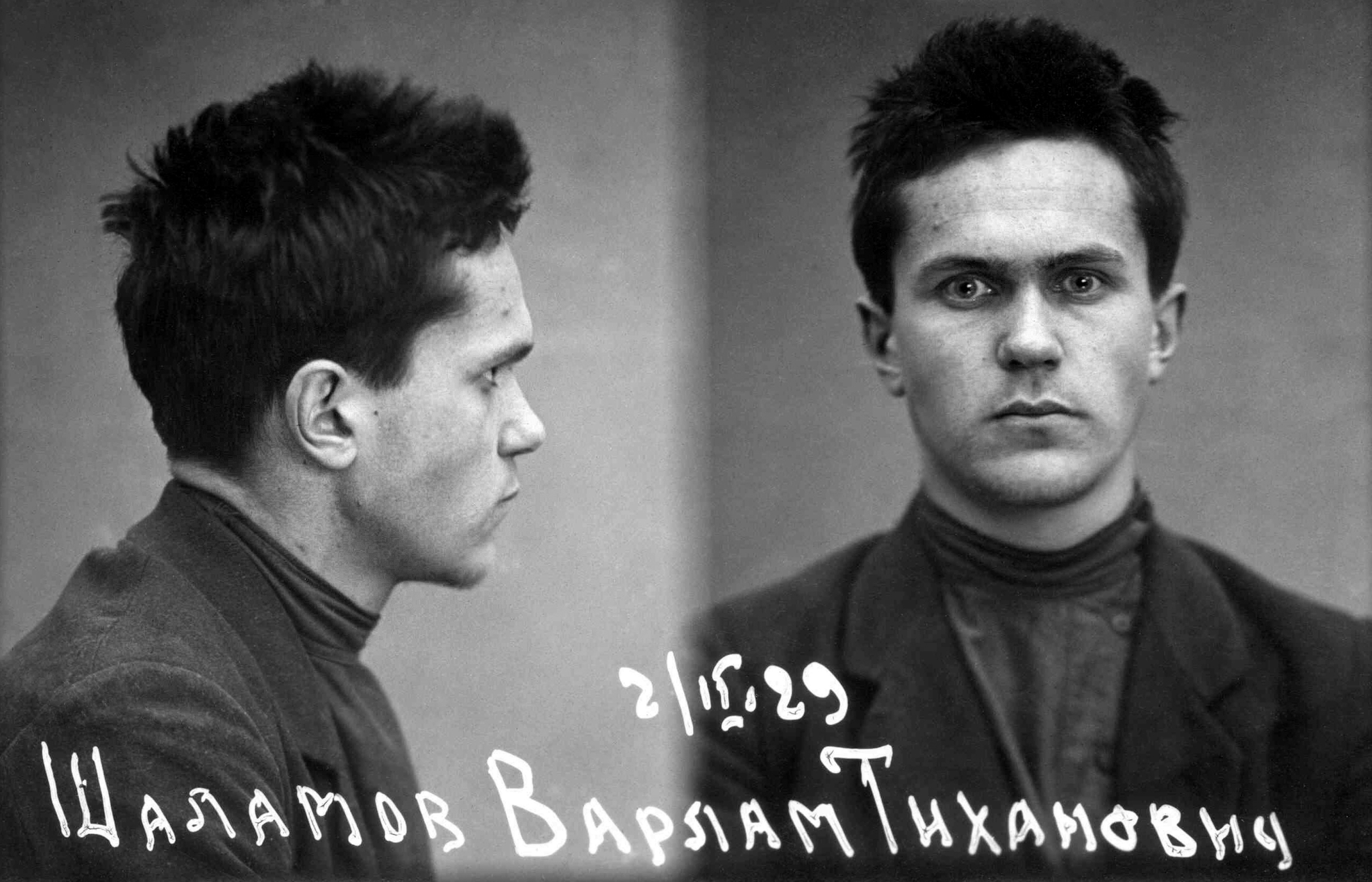
Varlam Tyihonovics Salamov (1907–1982)

Továbbá: 
- Alekszandr Alekszandrovics Sahovszkij (1777–1846)
- Vlagyimir Ivanovics Scserbakov (1938–2004)
- Vagyim Szergejevics Sefner (1915–2002)
- Jurij Julianovics Sevcsuk (1957–)
- Viktor Boriszovics Sklovszkij (1893–1984)
- Ivan Szergejevics Smeljov (1873–1950)
- Mihail Alekszandrovics Solohov (1905–1984, Nobel-díjas)
- Jurij Petrovics Spakov (1929–2009)
- Vaszilij Makarovics Suksin (1929–1974)
- Jevgenyij Lvovics Svarc (1896–1958)

## Sz

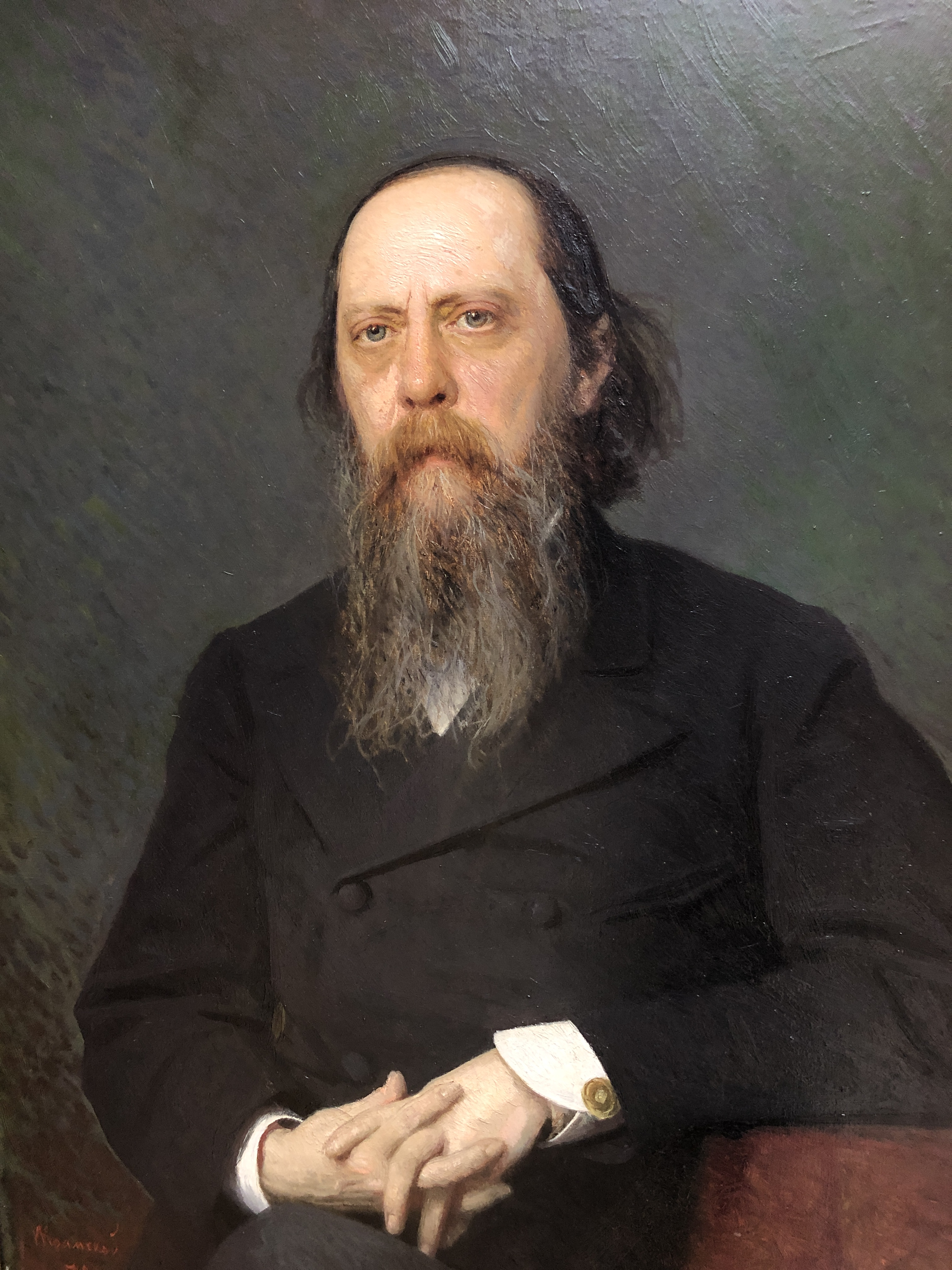
Mihail Jevgrafovics Szaltikov-Scsedrin (1826–1889)
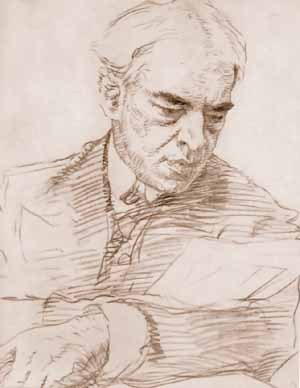
Konsztantyin Szergejevics Sztanyiszlavszkij (1863–1938)

Továbbá: 
- David Szamojlov (1920–1990)
- Ligyija Nyikolajevna Szejfullina (1889–1954)
- Marija Vasziljevna Szemjonova (1958–)
- Konsztantyin Mihajlovics Szimonov (1915–1979)
- Fjodor Kuzmics Szologub (1863–1927)
- Leonyid Vasziljevics Szolovjov (1906–1962)
- Alekszandr Iszajevics Szolzsenyicin (1918–2008) Nobel-díjas
- Vlagyimir Georgijevics Szorokin (*1955–)
- Arkagyij és Borisz Sztrugackij (1925–1991), (1933–2012)
- Marina Lvovna Sztyepnova (1971 –)
- Alekszandr Petrovics Szumarokov (1717–1777)
- Alekszej Alekszandrovics Szurkov (1899–1983)
- Vlagyimir Grigorjevics Szutyejev (1903–1993)

## T

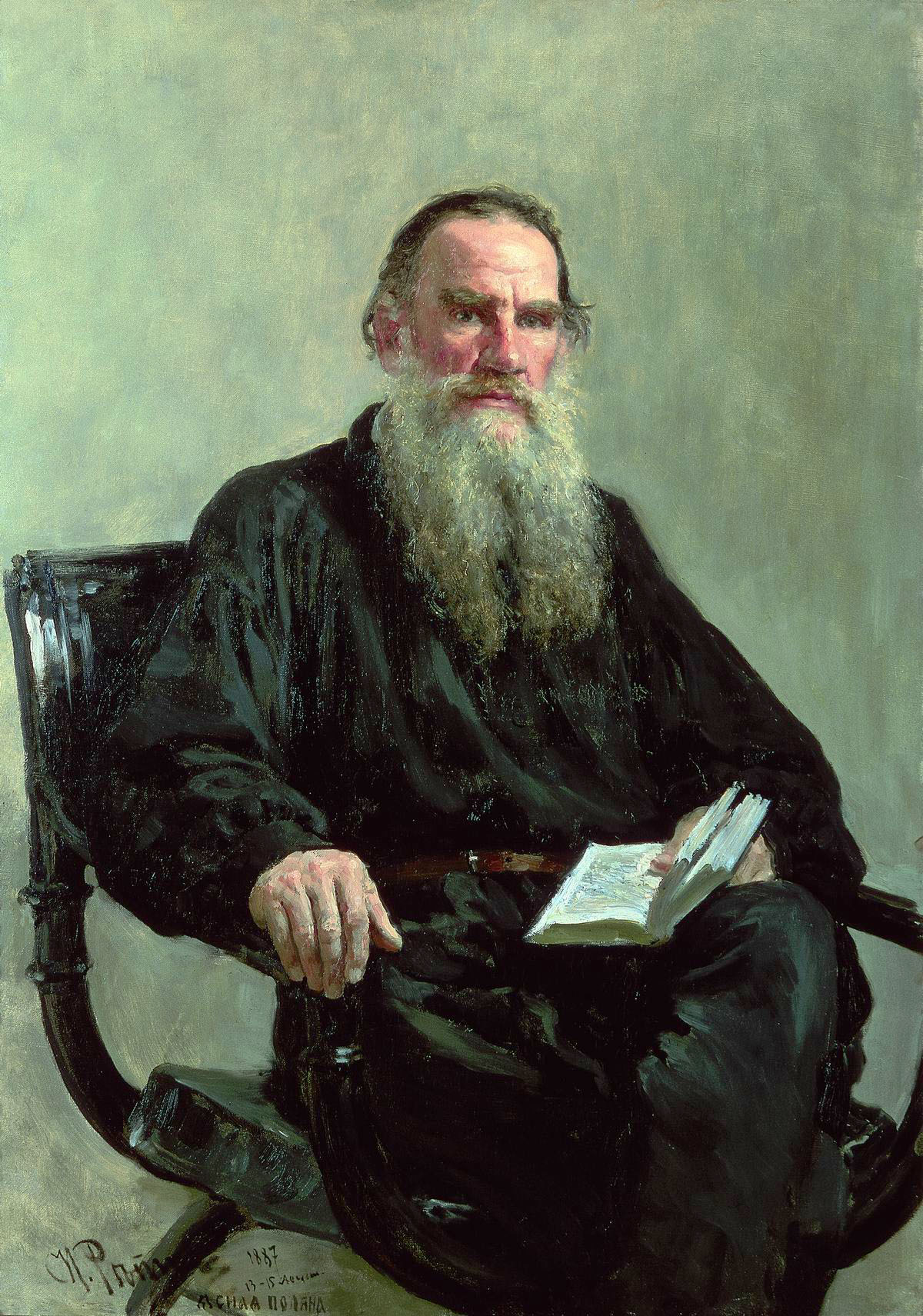
Lev Nyikolajevics Tolsztoj (1828–1910)
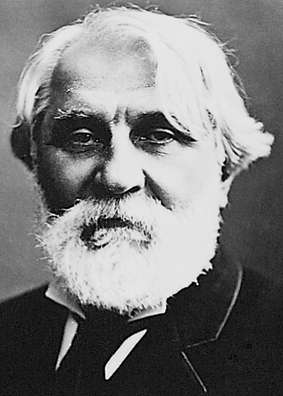
Ivan Szergejevics Turgenyev (1818–1883)

Továbbá:
- Arszenyij Alekszandrovics Tarkovszkij (1907–1989)
- Alekszej Konsztantyinovics Tolsztoj (1817–1875)
- Alekszej Nyikolajevics Tolsztoj (1883–1945)
- Tatyjana Nyikityicsna Tolsztaja (1951–)
- Vaszilij Kirillovics Tregyiakovszkij (1703–1769)
- Konsztantyin Andrejevics Trenyov (1876–1945)
- Jurij Valentyinovics Trifonov (1925–1981)
- Alekszandr Trifonovics Tvardovszkij (1910–1971)

## Ty

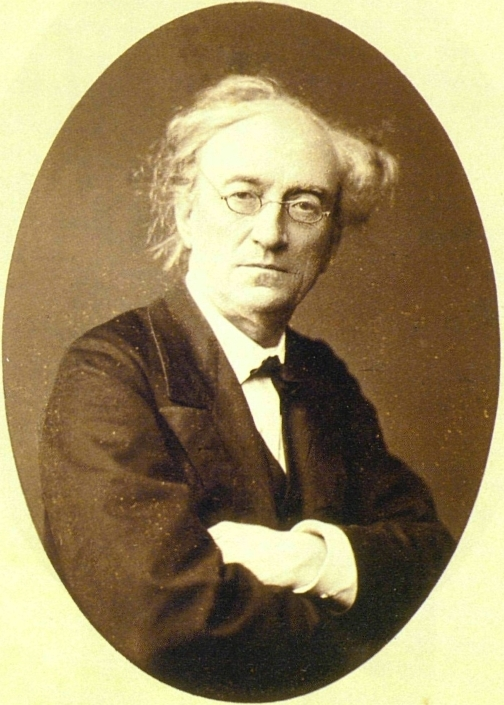
Fjodor Ivanovics Tyutcsev (1803–1873)

Továbbá:
- Fjodor Kuzmics Tyetyernyikov [írói álneve: Szologub] (1863–1927)
- Nyikolaj Szemjonovics Tyihonov (1896–1979)

## U
- Ljudmila Jevgenyjevna Ulickaja (1943–)
- Gleb Ivanovics Uszpenszkij (1843–1902)

## V

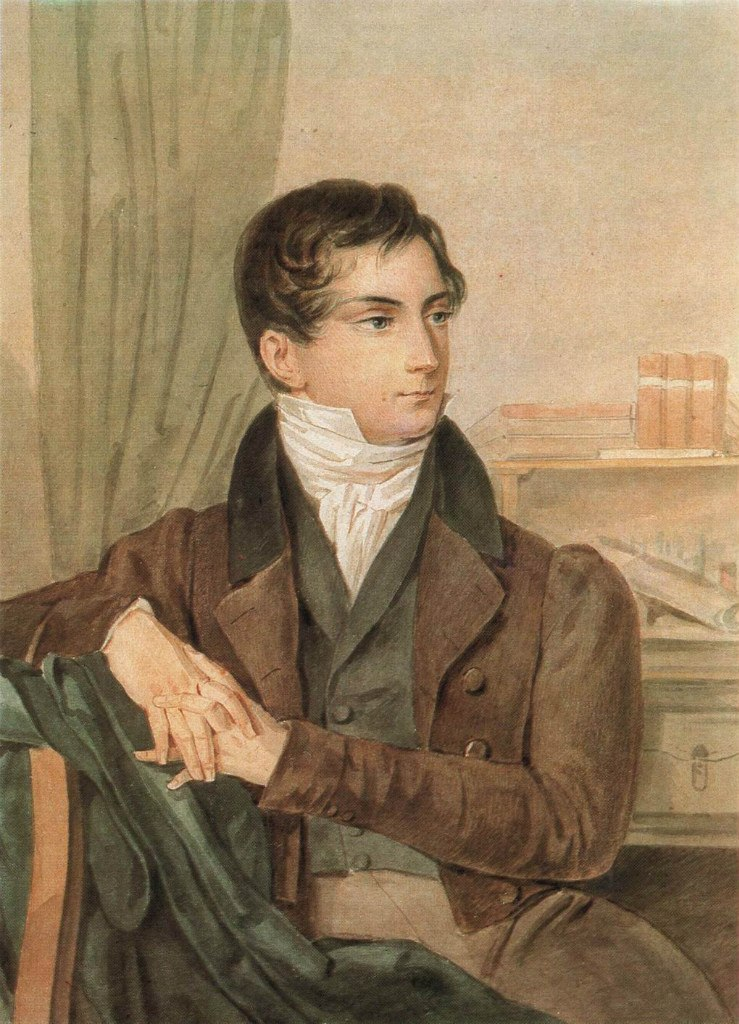
Dmitrij Vlagyimirovics Venyevityinov (1805–1827)
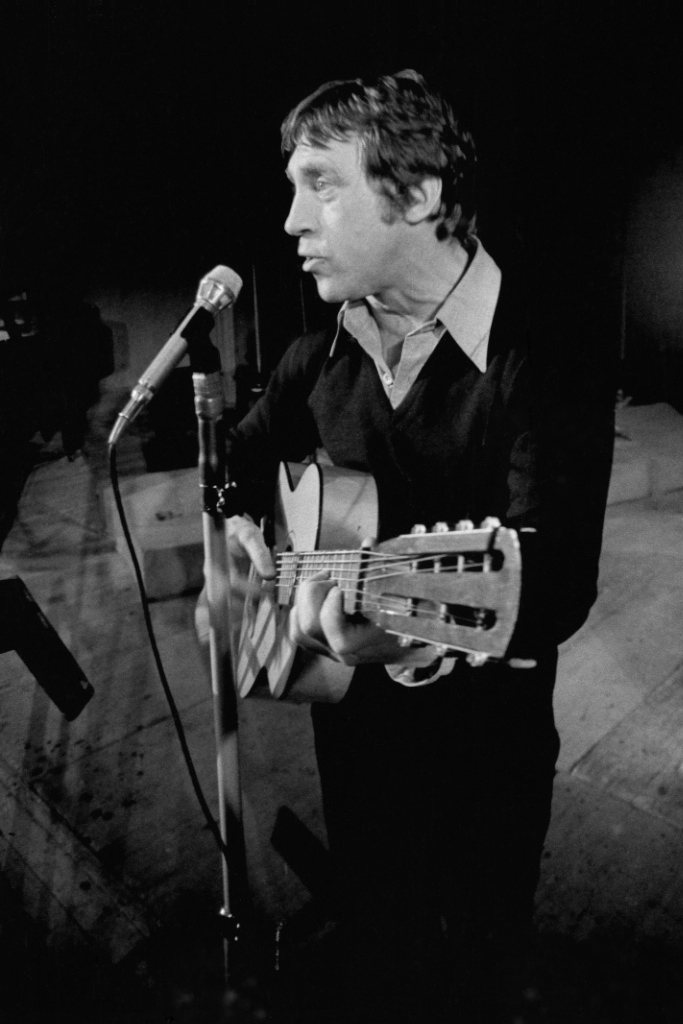
Vlagyimir Szemjonovics Viszockij (1938–1980)
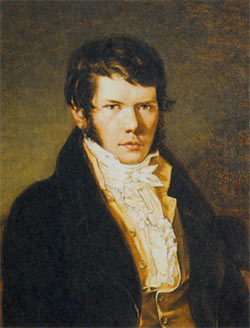
Pjotr Andrejevics Vjazemszkij (1792–1878)
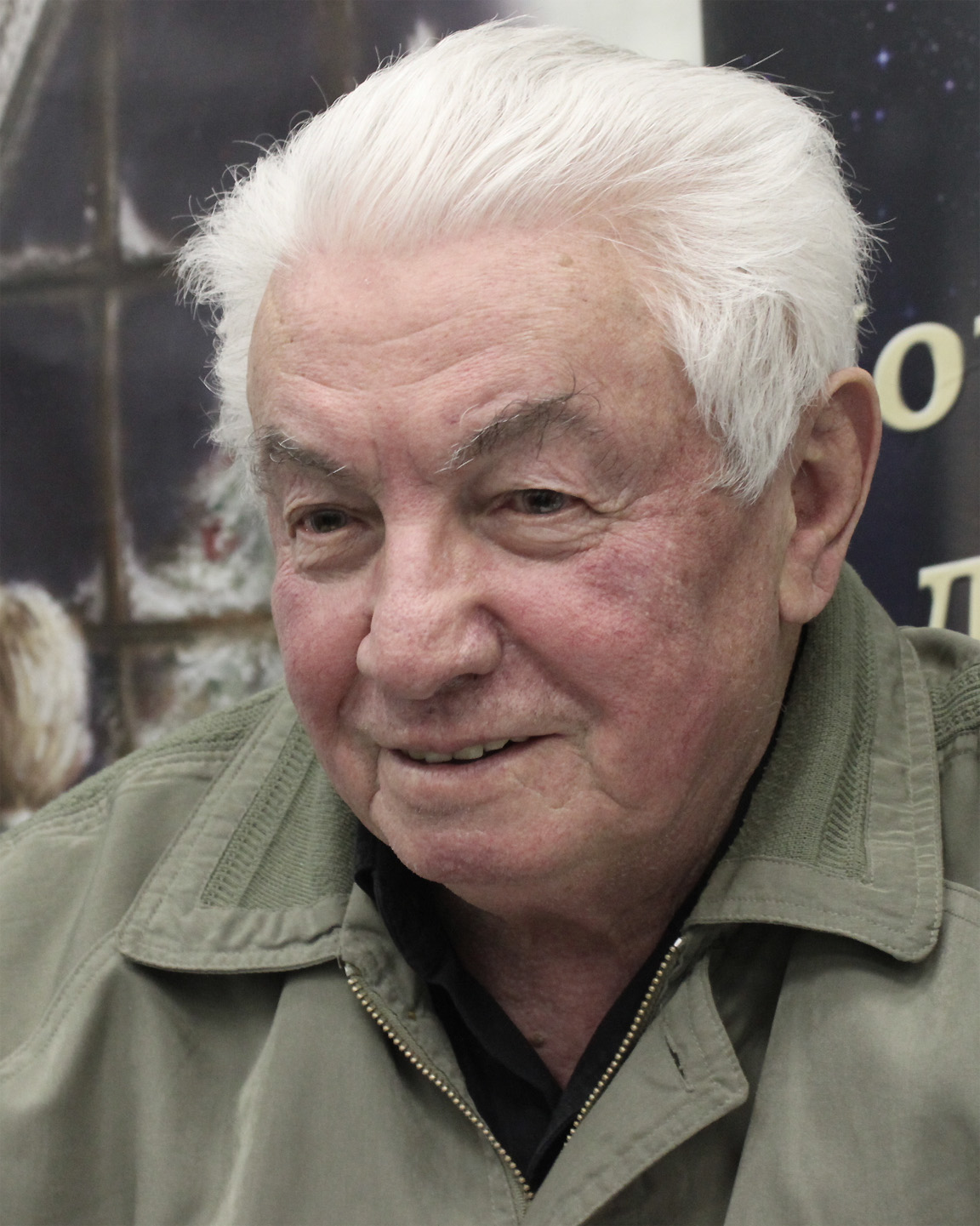
Vlagyimir Nyikolajevics Vojnovics (1932)
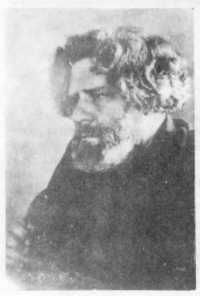
Makszimilian Alekszandrovics Volosin (1877–1932)
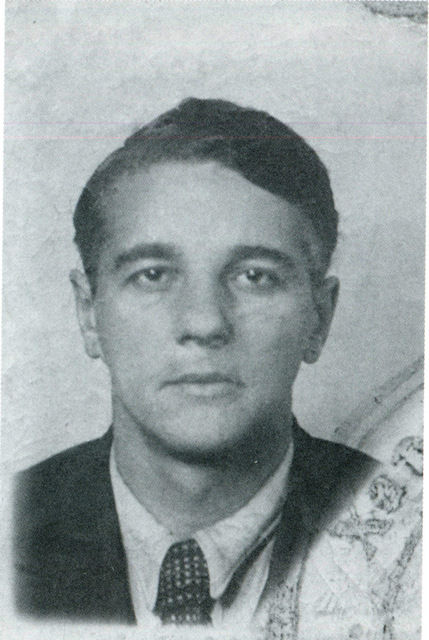
Alekszandr Ivanovics Vvegyenszkij (1904–1941)

- Konsztantyin Konsztantyinovics Vaginov (1899–1934)
- Nyikolaj Petrovics Vagner (1829–1907)
- Ilja Ioszifovics Varsavszkij (1908–1974)
- Borisz Lvovics Vasziljev (1924–2013)
- Vlagyimir Nyikolajevics Vasziljev (1967–)
- Vikentyij Vikentyevics Vereszajev (valódi nevén Vikentyij Vikentyevics Szmidovics)
- Igor Georgijevics Visnyeveckij (1964–)
- Jevgenyij Germanovics Vodolazkin (1964–)
- Leonyid Naumovics Volinszkij (1913–1969)
- Andrej Andrejevics Voznyeszenszkij (1933–2010)

## Z

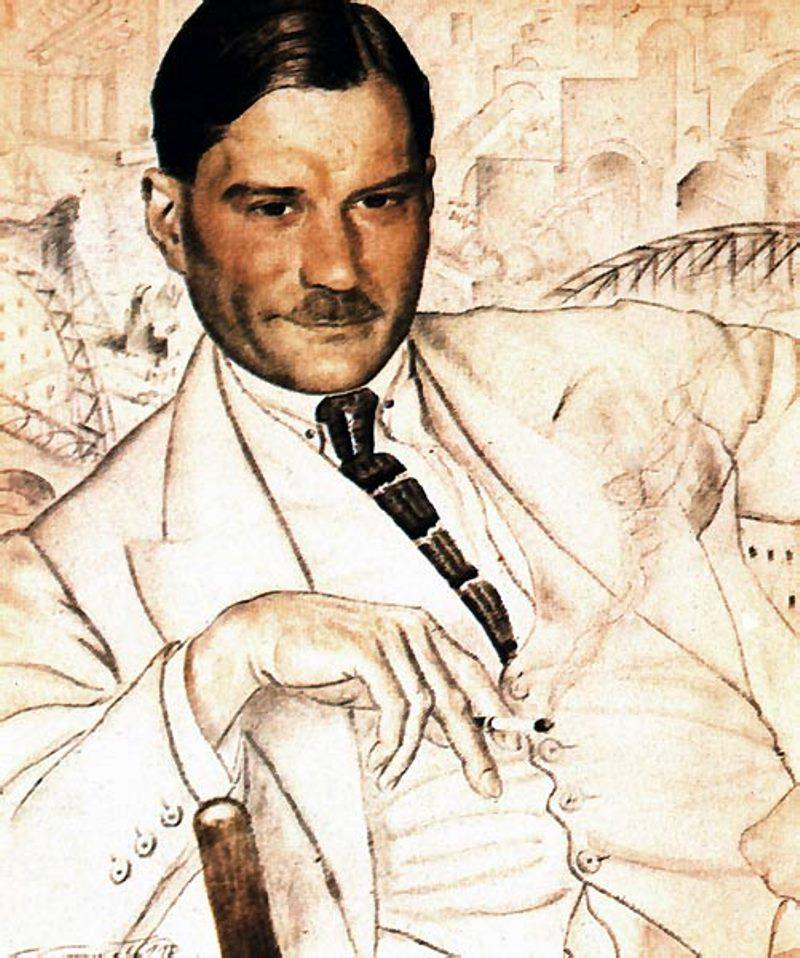
Jevgenyij Ivanovics Zamjatyin (1884–1937)

Továbbá: 
- Nyikolaj Alekszejevics Zabolockij (1903–1958)
- Mihail Nyikolajevics Zagoszkin (1789–1852)
- Andrej Jefimovics Zarin (1862–1829)
- Pavel Vlagyimirovics Zaszogyimszkij (1843–1912)
- Alekszandr Nyikiforovics Zirjanov (1830–1884)
- Nyikolaj Nyikolajevics Zlatovratszkij (1845–1911)
- Vlagyimir Trofimovics Zolotonyickij (1741-?)
- Mihail Mihajlovics Zoscsenko (1895–1958)
- Alekszandra Vasziljevna Zrazsevszkaja (1805–1867)
- Ilja Jurjevics Zverev (1926–1966)

## Zs

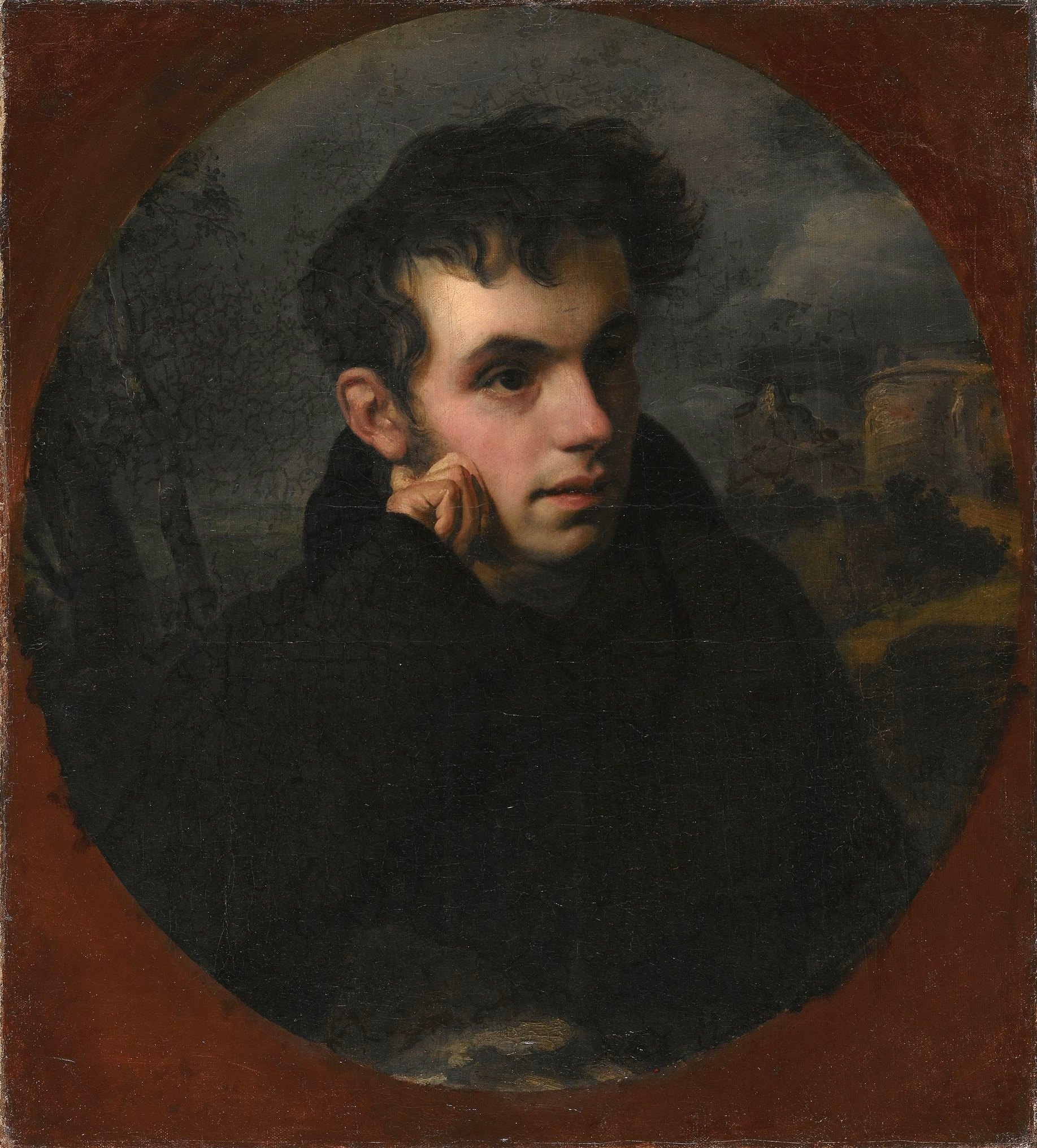
Vaszilij Andrejevics Zsukovszkij (1783–1852)

- Vagyim Szemjonovics Zsuk (1947–)